# کشاورزی

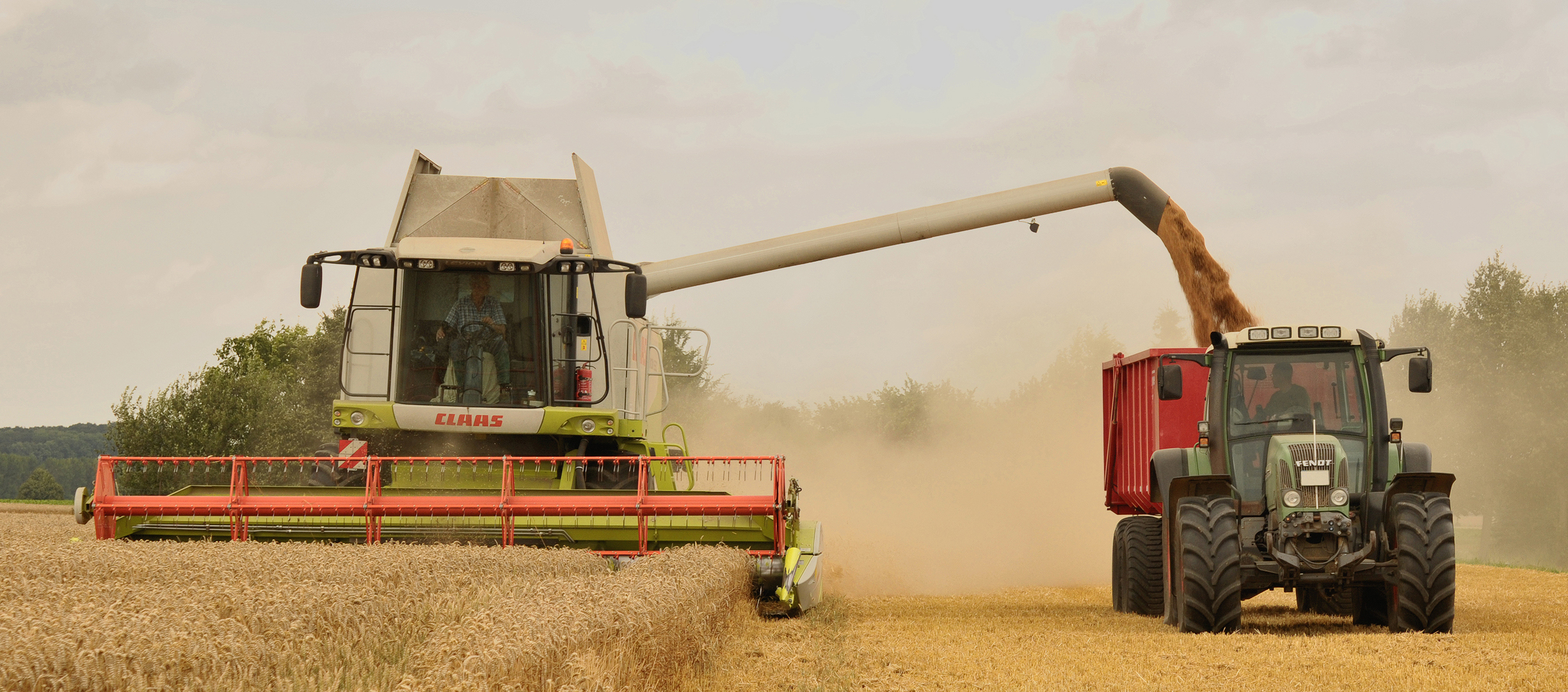
برداشت گندم با کمباین همراه با تراکتور و تریلر

کشاورزی، دانش و هنر کشت و پرورش گیاهان به منظور به دست آوردن محصول می‌باشد. کشاورزی مهم‌ترین پیشرفت در ظهور تمدن بشری غیرمهاجر بود. توسعه کشاورزی و پرورش حیوانات اهلی توسط انسان باعث افزایش غذای موجود و شکل‌گیری شهرها و تمدن‌ها شد. امروزه بیشتر محصولات کشاورزی در جهان از طریق کشاورزی متمرکز یا صنعتی تولید می‌شود که اساس آن کشت تک‌محصولی است. با این حال هنوز زندگی نزدیک به ۲ میلیارد انسان به کشاورزی معیشتی وابسته است.
عمده محصولات کشاورزی را می‌توان به‌طور گسترده در گروه‌های غذایی، الیاف، سوخت و مواد اولیه (مانند لاستیک) دسته‌بندی کرد. دسته‌بندی‌های غذایی عبارتند از: غلات، سبزیجات، صیفی‌جات، میوه‌ها، روغن‌ها، گوشت، شیر، قارچ‌ها و تخم مرغ.
بیش از یک سوم کارگران جهان در بخش کشاورزی مشغول به کار هستند، که پس از بخش خدمات دوم است، اگرچه تعداد کارگران کشاورزی در کشورهای پیشرفته طی قرن‌ها به میزان قابل توجهی کاهش یافته است. اقتصاد کشاورزی برای رشد اقتصادی بسیار مهم است: در سال ۲۰۱۸، ۴ درصد از تولید ناخالص داخلی (GDP) جهانی و در برخی از کشورهای در حال توسعه بیش از ۲۵ درصد از تولید ناخالص داخلی را تشکیل می‌دهد. ۷۰٪ از مصرف آب شیرین متعلق به بخش کشاورزی است و کشاورزی باعث ایجاد آلودگی و زباله‌های ناپایدار می‌شود. یک سوم از مواد غذایی تولیدشده در سطح جهان یا از بین می‌رود یا هدر داده می‌شود. در سال ۲۰۱۹ چین با ۱۰۲۰ میلیارد دلار تولیدات کشاورزی در رتبه اول جهان قرار داشته است و ایران با ۴۵ میلیارد دلار (در سال ۲۰۱۸) در رتبه ۱۱ جهان از لحاظ تولیدات کشاورزی قرار دارد. همچنین در سال ۲۰۲۲ میلادی ایران در رتبه سیزدهم جهان از نظر کشاورزی علمی قرار دارد.
برزشناسی نوین، اصلاح نباتات، مواد شیمیایی زراعی مانند سموم دفع آفات و کودها و دیگر پیشرفت‌های فنی باعث افزایش شدید بازدهی مزرعه‌ها گردیده است، اگرچه باعث آسیب‌های گسترده زیست‌محیطی نیز شده است. برخی از این مشکلات زیست‌محیطی عبارتند از: تأثیرات در گرم شدن کره زمین، تخلیه سفره‌های زیرزمینی، جنگل زدایی، مقاومت آنتی‌بیوتیکی و سایر آلودگی‌های کشاورزی. امروزه در کشاورزی از ارگانیسم‌های دستکاری‌شده ژنتیکی استفاده فراوانی می‌شود، هرچند استفاده از برخی از آنها در برخی کشورها ممنوع است.

## پیشینه
ابن خلدون کشاورزی را مقدم بر تمام پیشه‌های بشری می‌داند، زیرا که امری بسیط و فطری و طبیعی است، و در آن نیازی به اندیشه و دانشی نیست و بدین سبب عامهٔ مردم آن را به آدم ابوالبشر نسبت می‌دهند، و او را معلم و انجام‌دهندهٔ آن می‌دانند؛ و این نکته اشاره‌ای است به اینکه کشاورزی قدیمی‌ترین راه معاش و شایسته‌ترین وسیلهٔ طبیعی آن است.
از آنجا که پیشینهٔ کشاورزی به ۱۰٬۰۰۰ سال پیش بازمی‌گردد دارای گسترهٔ پهناوری در سراسر جهان می‌باشد.
گسترش کشاورزی باعث افزایش جمعیت بشر به نسبت جمعیت در شرایط شکارچی-گردآورنده گردید. کشاورزی به‌طور مستقل در بخش‌هایی از کرهٔ زمین آغاز گردید و شامل دامنه متنوعی از گیاهان بود. دست‌کم ۱۱ منطقه جدا در جهان قدیم و جهان جدید به عنوان مرکز تنوع یا مرکز مبدأ شناخته‌شده‌اند. دانه‌های وحشی از حدود ۱۰۵٬۰۰۰ سال پیش گردآوری و به عنوان خوراک مصرف گردیدند.

### انقلاب کشاورزی

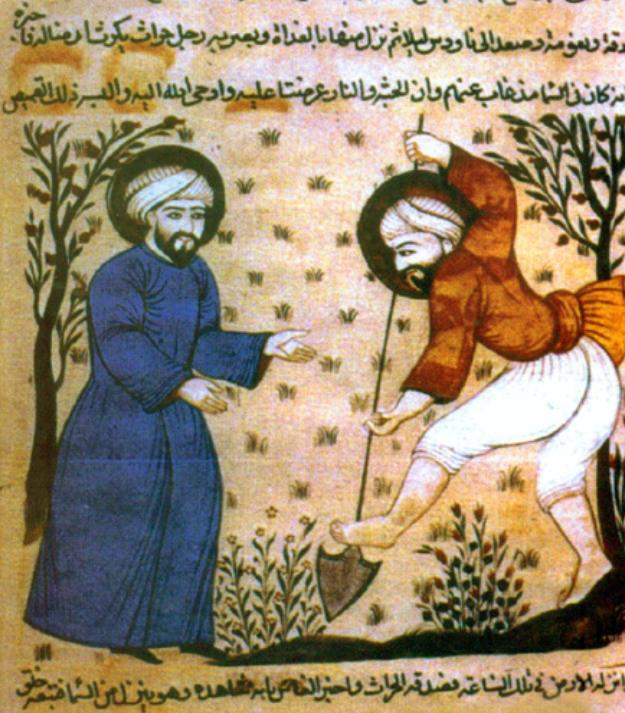
انقلاب کشاورزی عرب که در آندلس (اسپانیای مسلمان) آغاز شد، با تکنیک‌ها و محصولات جدید کشاورزی را متحول کرد.

در قرون وسطی، هم در دنیای اسلام و هم در اروپا، کشاورزی هم با تکنیک‌های کشت جدید و هم با کشت محصولات جدید دگرگون گردید، از جمله معرفی شکر، برنج، کتان و درختان میوه (از جمله درخت پرتقال) به اروپا از راه آندلس. بعد از سال ۱۴۹۲ میلادی مبادله کلمبی محصولات دنیای جدید را مانند ذرت، سیب زمینی، گوجه فرنگی، سیب‌زمینی شیرین و مانیوک را به اروپا آورد و محصولات دنیای قدیم را از قبیل گندم، جو، برنج و شغلم و هم چنین جانوران اهلی از قبیل اسب، گاو، گوسفند و بز را به آمریکا برد. آبیاری، تناوب زراعی، و کود دهی با انقلاب کشاورزی بریتانیا از سدهٔ ۱۷ به بعد دگرگون گردید، که رشد زیاد جمعیت را امکان‌پذیر ساخت. از سال ۱۹۰۰ به بعد بهره‌وری کشاورزی در کشورهای توسعه یافته و تا حدودی در کشورهای درحال توسعه، به دلیل مکانیزه شدن و جایگزینی ماشین آلات کشاورزی با نیروی انسانی، و همچنین استفاده از کودهای شیمیایی، سم‌های کشاورزی و زادگیری گزینشی به‌طور چشمگیری افزایش یافته است.
ایران یکی از نخستین کشورهای جهان است که در آن کشاورزی و زراعت آغاز شده‌است. بر اساس یافته‌های باستان‌شناسی، کشاورزی در فلات ایران حدود ۱۲۰۰۰ سال پیش آغاز گردیده و در دوران‌های مختلفی از جمله تمدن عیلام، مادها، هخامنشیان، سلوکیان، اشکانیان و ساسانیان ادامه داشته است.

## انواع کشاورزی
دامپروری شامل مدیریت جانوران اهلی است. در چوپانی عشایری، گله‌های دام از مکانی به مکان دیگر به جستجوی چراگاه، علوفه و آب منتقل می‌شوند. این نوع دامپروری در مناطق خشک و نیمه خشک صحرای بزرگ آفریقا، آسیای میانه و برخی از مناطق هند انجام می‌شود.
در کشاورزی نوبتی، منطقه کوچکی از جنگل با قطع و سوزاندن درختان پاک می‌شود. از زمین پاک شده برای رشد محصولات چند ساله استفاده می‌شود تا زمانی که خاک بیش از حد نابارور شود و منطقه رها شود. قطعه زمین دیگری انتخاب شده و روند کار تکرار می‌شود. این نوع کشاورزی عمدتاً در مناطقی با بارندگی فراوان انجام می‌شود که جنگل به سرعت از نو شکل می‌گیرد. این روش در شمال شرقی هند، جنوب شرقی آسیا و حوزه آمازون استفاده می‌شود.
کشاورزی معیشتی برای تأمین نیازهای خانوادگی یا محلی انجام می‌شود و مقدار کمی برای حمل و نقل به سایر مناطق باقی می‌ماند. این نوع از کشاورزی به‌طور گسترده‌ای در مناطقی از آسیا که باران‌های موسمی دارد و جنوب شرقی آسیا انجام می‌شود. حدود ۲٫۵ میلیارد کشاورز معیشتی در سال ۲۰۱۸ کار می‌کنند و حدود ۶۰٪ از زمین‌های قابل کشت را زیر کشت بردند.
کشاورزی متمرکز یا صنعتی، کشت برای به حداکثر رساندن بهره‌وری، با نسبت آیش کم و استفاده زیاد از نهاده‌ها (آب، کود، سموم دفع آفات و اتوماسیون) است. این نوع کشاورزی عمدتاً در کشورهای پیشرفته انجام می‌شود. رشد کشاورزی ارگانیک تحقیقات جدیدی را در فناوری‌های جایگزین مانند مدیریت تلفیقی آفات، اصلاح نژادی، و کشاورزی در محیط کنترل شده انجام داده است.

## کشاورزی معاصر

### وضعیت

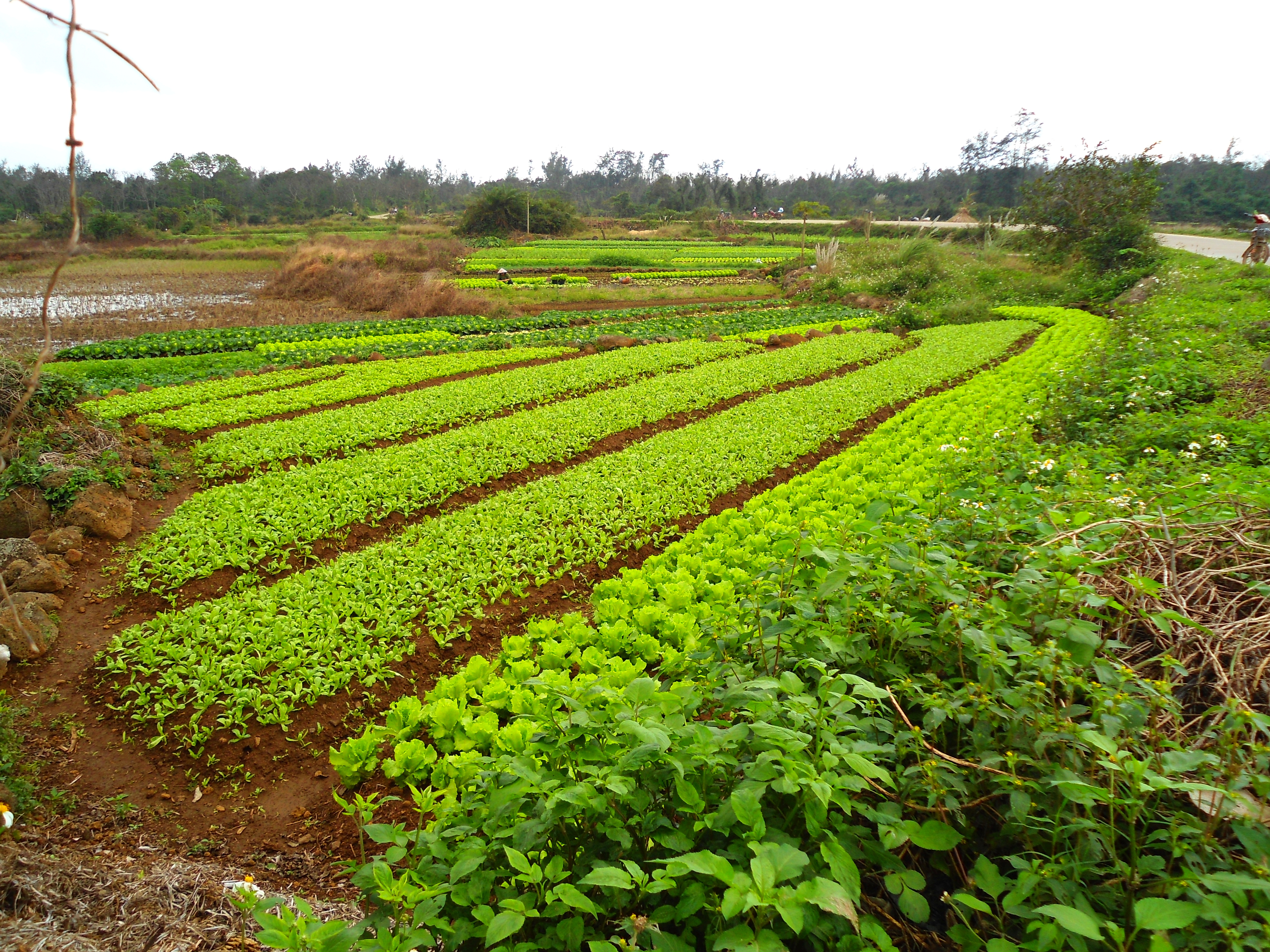
بزرگ‌ترین خروجی کشاورزی در جهان متعلق به کشور چین است.

در قرن بیستم، کشاورزی متمرکز بهره‌وری را افزایش داد. در این روش از کشاورزی، استفاده از کودهای مصنوعی و سموم دفع آفات بیشتر شده و در عوض از نیروی کارگری کمتری استفاده می‌شود. این روش اما باعث افزایش آلودگی آب می‌شود و اغلب از یارانه‌های کشاورزی کمک می‌گیرد. در سال‌های اخیر این روش از کشاورزی به دلیل اثرات مخرب زیست‌محیطی با واکنش‌های شدیدی مواجه شده است و همین امر سبب جنبش‌هایی در زمینه کشاورزی ارگانیک، کشاورزی ترمیمی و کشاورزی پایدار شده است. اتحادیه اروپا که برای اولین بار در سال ۱۹۹۱ غذای ارگانیک را تأیید کرد و اصلاح سیاست مشترک کشاورزی (CAP) خود را در سال ۲۰۰۵ برای حذف یارانه‌های مزرعه ای مرتبط با کالا آغاز کرد، یکی از نیروهای اصلی این جنبش بوده است. از پیشرفت‌های فناورانه اخیر که با پذیرش زیادی نیز همراه بوده است می‌توان به غذاهای اصلاح‌شده ژنتیکی اشاره کرد. افزایش تقاضا برای محصولات کشاورزی غیر غذایی برای تولید سوخت زیستی، تغییر کاربری زمین‌های کشاورزی، افزایش هزینه‌های حمل و نقل، تغییرات اقلیم، افزایش تقاضای کالاهای مصرفی در چین و هند و رشد جمعیت، امنیت غذایی را در بسیاری از مناطق جهان تهدید می‌کند. صندوق بین‌المللی توسعه کشاورزی معتقد است که با توجه به تجربه مطلوب ویتنام، افزایش کشاورزی مالک-کوچک می‌تواند بخشی از راه حل نگرانی در مورد قیمت مواد غذایی و امنیت کلی مواد غذایی باشد. فرسایش خاک و بیماری‌هایی مانند زنگ ساقه از نگرانی‌های بزرگ جهانی است؛ تقریباً ۴۰٪ از تمام زمین‌های کشاورزی جهان با فرسایش خاک شدید مواجه شده است. در سال ۲۰۱۵، چین بیشترین خروجی کشاورزی جهان را داشت، و پس از آن اتحادیه اروپا و هند و آمریکا قرار دارند. مورد دیگری که باید در کشاورزی معاصر مورد توجه قرار گیرد بحث تغییرات اقلیمی و مصرف آب است. کارشناسان زیست‌محیطی نیز نظر جالبی در حوزه زیست دام دارند؛ آن‌ها می‌گویند: «دام، یک عامل ایجاد تغییرات اقلیمی است و بخش زیادی از کل انتشار گازهای گلخانه‌ای را تولید می‌کند واز طرف دیگر دام‌پروری بزرگ‌ترین مصرف‌کننده آب است و بنابراین بیشترین ردپای آب را دارد که هنوز مقدار دقیق آن مشخص نیست.». حامد کیومرثی در مصاحبه با خبرگزاری فارس بیان کرد: با این تفاسیر می‌توان گفت که آب، بیشترین سهم مربوط به تولید فرآورده‌های حیوانی است که باید موردتوجه بیشتری قرار گیرد. 

### نیروی کار

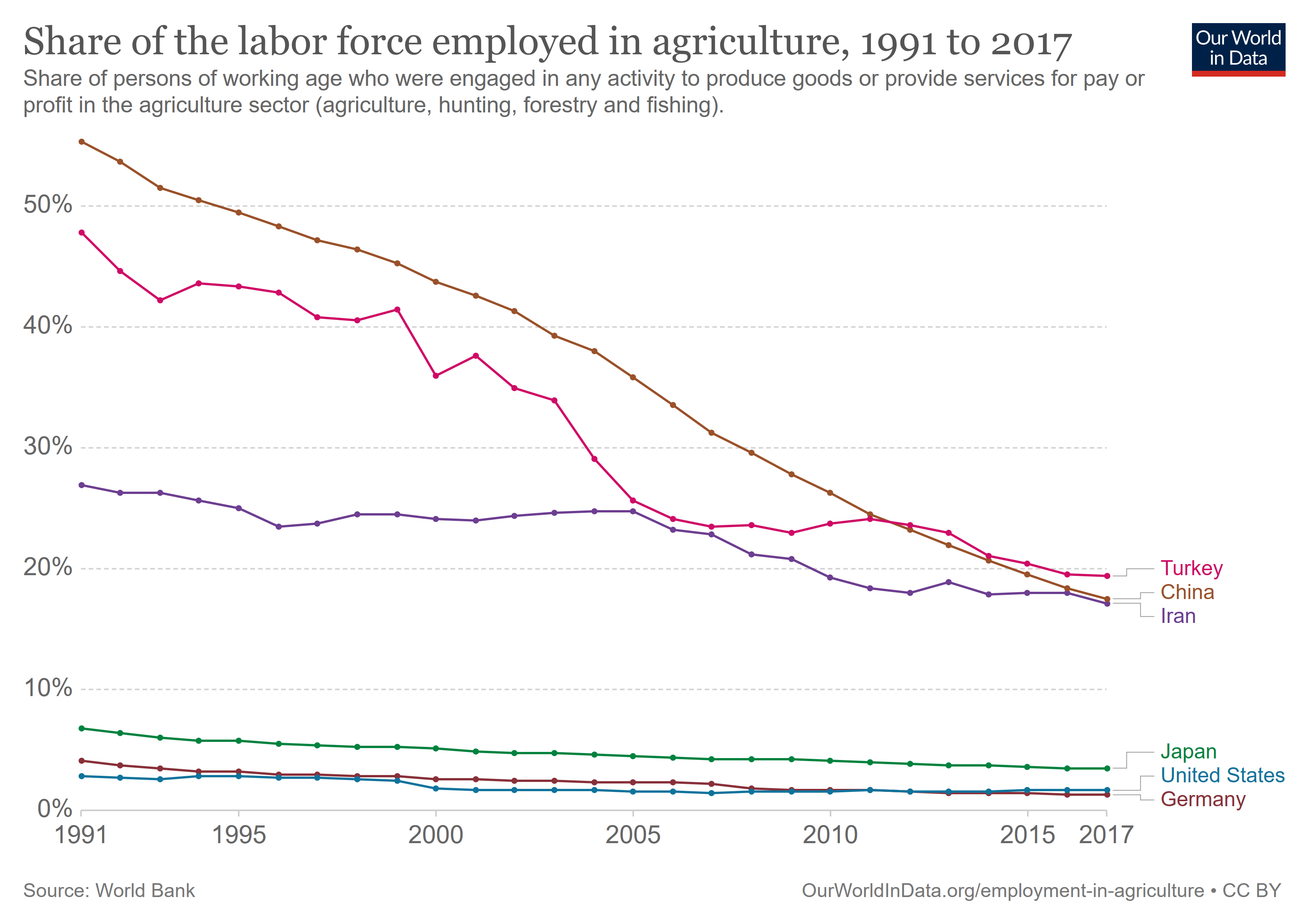
نمودار مقایسه درصد اشتغال کارگران در بخش کشاورزی. ایران در مقایسه با ترکیه، آلمان، ژاپن، چین و آمریکا.

بر اساس نظریه سه بخشی، تعداد افراد شاغل در کشاورزی و سایر فعالیت‌های اصلی (مانند ماهیگیری) می‌تواند بیش از ۸۰٪ در کشورهای کمتر توسعه‌یافته و کمتر از ۲٪ در کشورهای بسیار پیشرفته باشد. از زمان انقلاب صنعتی، بسیاری از کشورها به اقتصادهای توسعه یافته روی آورده‌اند و نسبت افرادی که در کشاورزی کار می‌کنند به‌طور مداوم کاهش می‌یابد. به عنوان مثال، در طول قرن شانزدهم در اروپا، بین ۵۵ تا ۷۵٪ از مردم به کشاورزی مشغول بودند. در قرن نوزدهم، این میزان به ۳۵ تا ۶۵٪ کاهش یافت. امروزه در این کشورها این میزان کمتر از ۱۰٪ است. در آغاز قرن بیست و یکم، حدود یک میلیارد نفر، یا بیش از یک سوم نیروی کار موجود، در بخش کشاورزی اشتغال داشتند. ۷۰٪ از تمام اشتغال جهانی کودکان در این بخش قرار دارد و در بسیاری از کشورها بیشترین درصد زنان در هر صنعت را استخدام می‌کند. بخش خدمات به عنوان بزرگ‌ترین کارفرمای جهانی در سال ۲۰۰۷ از بخش کشاورزی پیشی گرفت.

### ایمنی
کشاورزی، به ویژه زراعت، همچنان یک صنعت خطرناک است و کشاورزان در سراسر جهان همچنان در معرض خطر آسیب‌های ناشی از کار، بیماری‌های ریوی، کاهش شنوایی ناشی از سر و صدا، بیماری‌های پوستی و همچنین برخی سرطان‌های مربوط به استفاده از مواد شیمیایی و قرار گرفتن در معرض آفتاب طولانی مدت هستند. در مزارع صنعتی، بیشتر صدمات مربوط به استفاده از ماشین‌آلات کشاورزی است و علت اصلی صدمات کشنده کشاورزی در کشورهای پیشرفته، واژگونی تراکتور است. سموم دفع آفات و سایر مواد شیمیایی که در کشاورزی مورد استفاده قرار می‌گیرند نیز می‌توانند برای سلامتی کارگران خطرناک باشند و کارگرانِ در معرض آفت‌کش‌ها ممکن است دچار بیماری شوند یا دارای فرزندانی با نقص مادرزادی باشند. به عنوان صنعتی که معمولاً افراد به صورت خانوادگی در آن اشتغال دارند و در مزرعه زندگی می‌کنند، کل خانواده‌ها می‌توانند در معرض آسیب، بیماری و مرگ قرار بگیرند. سنین ۰ تا ۶ سال ممکن است به ویژه یک جمعیت آسیب‌پذیر در کشاورزی باشد. دلایل عمده صدمات مرگبار در میان کارگران جوان مزرعه شامل غرق شدگی، حادثه‌های مربوط به ماشین آلات و رانندگی، از جمله با خودروی همه‌جارو است.
سازمان بین‌المللی کار، کشاورزی را «یکی از خطرناکترین بخشهای اقتصادی» می‌داند. این سازمان تخمین می‌زند که میزان مرگ و میر ناشی از کار سالانه در بین کارگران کشاورزی حداقل ۱۷۰٬۰۰۰ نفر باشد که دو برابر متوسط سایر مشاغل است. علاوه بر این، موارد مرگ، جراحت و بیماری مربوط به فعالیت‌های کشاورزی اغلب گزارش نمی‌شوند. این سازمان، در سال ۲۰۰۱ کنوانسیون ایمنی و بهداشت در کشاورزی را تهیه کرده است که شامل طیف وسیعی از خطرات در مشاغل کشاورزی، پیشگیری از این خطرات و نقشی است که افراد و سازمان‌هایی که در کشاورزی فعالیت می‌کنند باید ایفا کنند.

## تولید

نقشه جهانی ارزش کالاهای زراعی تولید شده

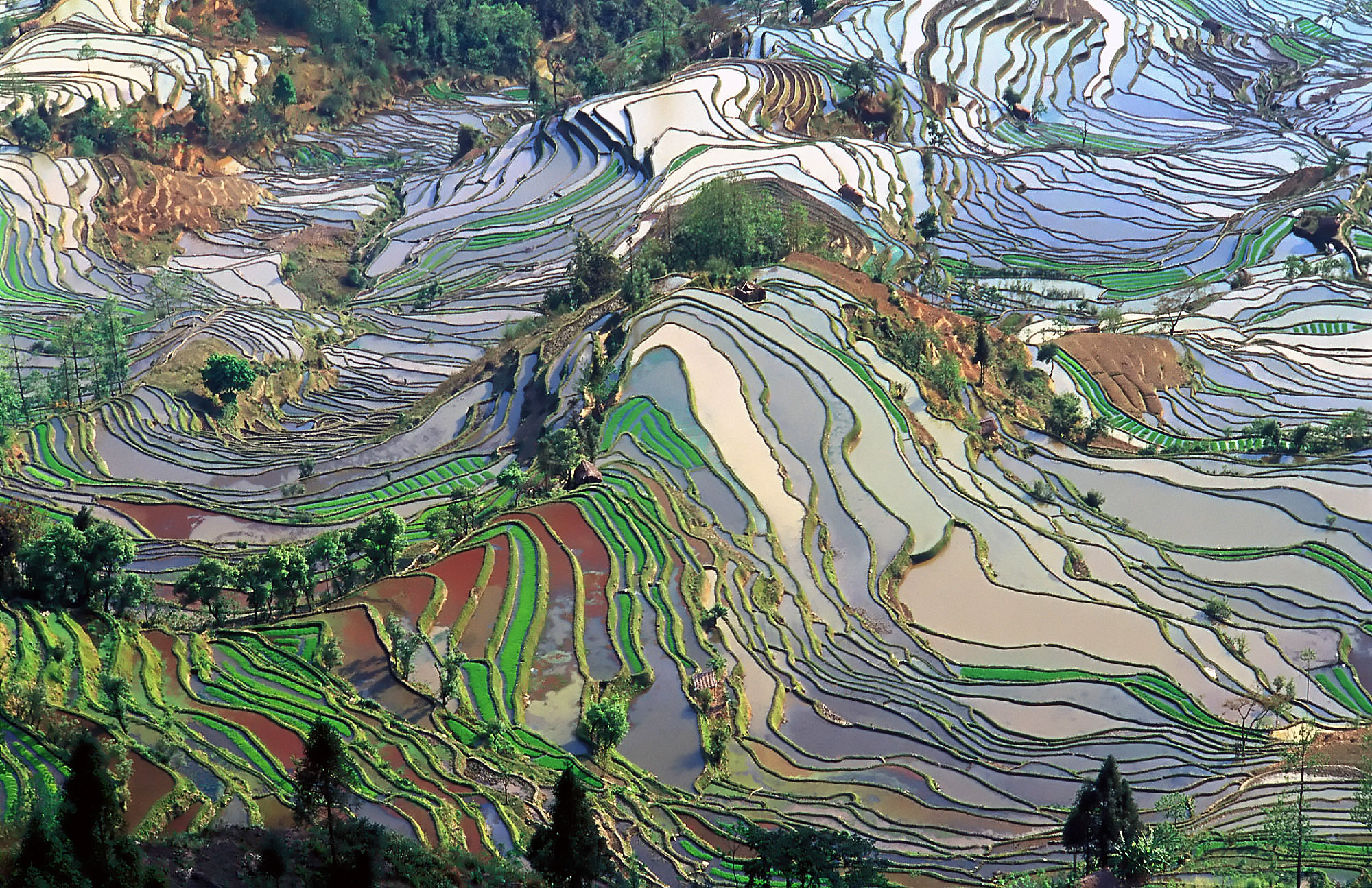
یک مزرعه کشاورزی در چین

دولت چین همیشه اولویت زیادی را برای توسعه کشاورزی قایل بوده است. از سال ۱۹۷۸، چین سیاست اصلاحات و گشودن را گام به گام اجرا می‌کند، و سرعت بیشتری در اصلاحات و توسعه کشاورزی داده است. به ویژه در سال‌های اخیر دولت چین با دادن اولویت اول به کار در زمینه کشاورزی، مناطق روستایی و کشاورزان به این هدف پایبند بوده است. چین موفق شده است با داشتن کمتر از ۱۰ درصد از زمین‌های زراعی جهان یک چهارم غلات جهان را تولید و یک پنجم جمعیت جهان را تغذیه کند، که موفقیت بزرگی در دستیابی به امنیت غذایی و تغذیه ای نه تنها چین بلکه جهان است. در حال حاضر، چین از نظر تولید غلات، پنبه، میوه، سبزیجات، گوشت، مرغ، تخم مرغ و شیلات در رتبه اول جهان قرار دارد.
| بزرگ‌ترین کشورها از نظر تولیدات کشاورزی (بر حسب اسمی) طبق گزارش‌های صندوق بین‌المللی پول و CIA World Factbook، در بالاترین سطح از سال ۲۰۱۸ | بزرگ‌ترین کشورها از نظر تولیدات کشاورزی (بر حسب اسمی) طبق گزارش‌های صندوق بین‌المللی پول و CIA World Factbook، در بالاترین سطح از سال ۲۰۱۸ |
| --- | --- |
| \| کشور \| کشورها بر اساس میزان تولید کشاورزی (به صورت اسمی) در اوج سال ۲۰۱۸ (بر حسب میلیارد دلار آمریکا)) \| \| --------------------------------------------------------------------------------------------------------------------------------------------- \| ----------------------------------------------------------------------------------------------- \| \| (01) چین \| ۱٬۱۱۷ \| \| (02) هند \| ۴۱۴ \| \| (—) اتحادیه اروپا \| ۳۰۸ \| \| (03) ایالات متحده آمریکا \| ۱۸۵ \| \| (04) برزیل \| ۱۶۲ \| \| (05) اندونزی \| ۱۴۱ \| \| (06) نیجریه \| ۱۲۳ \| \| (07) روسیه \| ۱۰۸ \| \| (08) پاکستان \| ۷۶ \| \| (09) آرژانتین \| ۷۰ \| \| (10) ترکیه \| ۶۴ \| \| (11) ژاپن \| ۶۲ \| \| (12) فرانسه \| ۵۹ \| \| (13) ایران \| ۵۷ \| \| (14) استرالیا \| ۵۶ \| \| (15) مکزیک \| ۵۱ \| \| (16) ایتالیا \| ۵۰ \| \| (17) اسپانیا \| ۴۳ \| \| (18) بنگلادش \| ۴۱ \| \| (19) تایلند \| ۴۰ \| \| (20) مصر \| ۴۰ \| \| The twenty largest countries by agricultural output (in nominal terms) at peak level as of 2018, according to the IMF and CIA World Factbook. \| \| | |
| کشور | کشورها بر اساس میزان تولید کشاورزی (به صورت اسمی) در اوج سال ۲۰۱۸ (بر حسب میلیارد دلار آمریکا))                                         |
| (01) چین | ۱٬۱۱۷ |
| (02) هند | ۴۱۴ |
| (—) اتحادیه اروپا | ۳۰۸ |
| (03) ایالات متحده آمریکا | ۱۸۵ |
| (04) برزیل | ۱۶۲ |
| (05) اندونزی | ۱۴۱ |
| (06) نیجریه | ۱۲۳ |
| (07) روسیه | ۱۰۸ |
| (08) پاکستان | ۷۶ |
| (09) آرژانتین | ۷۰ |
| (10) ترکیه | ۶۴ |
| (11) ژاپن | ۶۲ |
| (12) فرانسه | ۵۹ |
| (13) ایران | ۵۷ |
| (14) استرالیا | ۵۶ |
| (15) مکزیک | ۵۱ |
| (16) ایتالیا | ۵۰ |
| (17) اسپانیا | ۴۳ |
| (18) بنگلادش | ۴۱ |
| (19) تایلند | ۴۰ |
| (20) مصر | ۴۰ |
| The twenty largest countries by agricultural output (in nominal terms) at peak level as of 2018, according to the IMF and CIA World Factbook. | |

| بزرگ‌ترین کشورها براساس تولیدات کشاورزی مطابق با UNCTAD با قیمت ثابت و نرخ ارز ۲۰۰۵، ۲۰۱۵ | بزرگ‌ترین کشورها براساس تولیدات کشاورزی مطابق با UNCTAD با قیمت ثابت و نرخ ارز ۲۰۰۵، ۲۰۱۵ |
| --- | ---------------------------------------------------------------------------------------- |
| \| کشور \| ترتیب کشورها بر اساس خروجی کشاورزی در سال ۲۰۱۵ بر حسب میلیون دلار آمریکا \| \| ------------------------ \| ------------------------------------------------------------------------ \| \| (01) چین \| ۴۱۸٬۴۵۵ \| \| (02) هند \| ۱۹۶٬۵۹۲ \| \| (03) ایالات متحده آمریکا \| ۱۴۹٬۰۲۳ \| \| (04) نیجریه \| ۷۷٬۱۱۳ \| \| (05) برزیل \| ۵۹٬۹۷۷ \| |                                                                                          |
| کشور | ترتیب کشورها بر اساس خروجی کشاورزی در سال ۲۰۱۵ بر حسب میلیون دلار آمریکا                 |
| (01) چین | ۴۱۸٬۴۵۵                                                                                  |
| (02) هند | ۱۹۶٬۵۹۲                                                                                  |
| (03) ایالات متحده آمریکا | ۱۴۹٬۰۲۳                                                                                  |
| (04) نیجریه | ۷۷٬۱۱۳                                                                                   |
| (05) برزیل | ۵۹٬۹۷۷                                                                                   |

### سیستم‌های زراعی

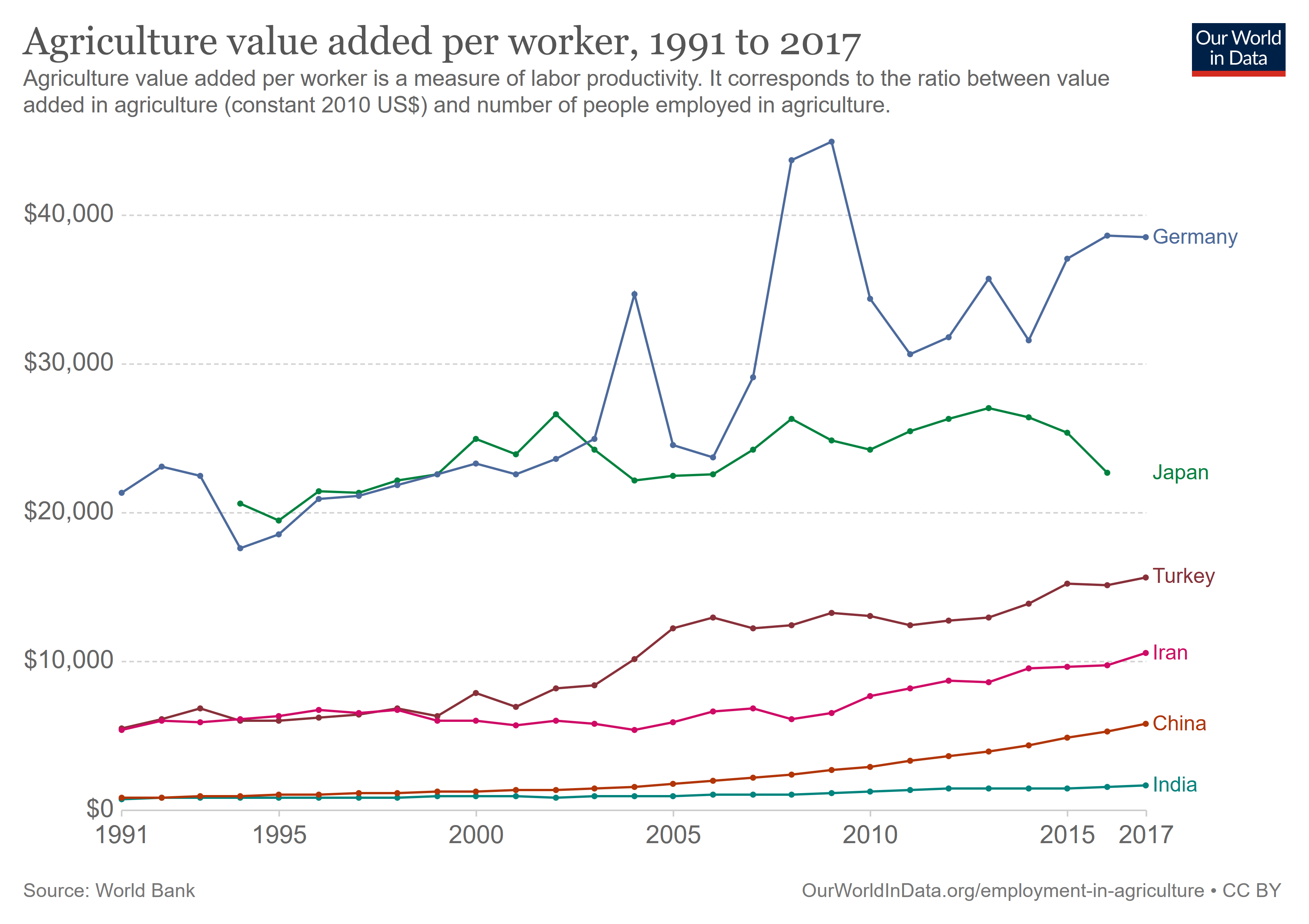
نمودار مقایسه ارزش افزوده کشاورزی به ازای هر کارگر در کشورهای ایران، ترکیه، آلمان، ژاپن، چین، و هند. این شاخص معیاری برای محاسبه بهره‌وری کارگران است که از تقسیم ارزش افزوده کشاورزی بر تعداد کارگران مشغول در بخش کشاورزی بدست می‌آید.

سیستم‌های زراعی بسته به منابع و محدودیت‌های موجود در مزارع متفاوت است. این منابع و محدودیت‌ها عبارتند از: جغرافیا و آب و هوای مزرعه؛ سیاست‌های دولت؛ فشارهای اقتصادی، اجتماعی و سیاسی؛ و فلسفه و فرهنگ کشاورز.
کشت نوبتی (یا بریدن و سوزاندن) سیستمی است که در آن جنگل‌ها را می‌سوزانند و بدین طریق مواد غذایی را برای حمایت از کشت محصولات یک ساله و چند ساله برای مدت چند سال آزاد می‌کند. سپس قطعه جهت رویش مجدد جنگل رها شده و کشاورز به یک قطعه جدید نقل مکان می‌کند و پس از چندین سال (۱۰–۲۰) دوباره برمی گردد. در صورت افزایش تراکم جمعیت این دوره کاهش داده شده و به همین دلیل ممکن است زمین به تقویت توسط کود و مقداری کنترل آفات دستی نیاز داشته باشد. کشت سالیانه مرحله بعدی در شدت استفاده از یک زمین زراعی است که در آن دوره استراحت زمین وجود ندارد. در این حالت به تقویت زمین توسط کود و کنترل آفات بسیار بیشتری نیاز است.
توسعه بیشتر صنعتی سازی در زندگی انسان باعث ظهور کشت تک‌محصولی شد. در این نوع از کشاورزی، فقط یک رقم بر روی یک زمین بسیار بزرگ کشت می‌شود. به دلیل تنوع زیستی پایین، استفاده از مواد مغذی در تمام نقاط خاک یکنواخت است و آفات تمایل به گسترش فراوانی دارند. همین امر استفاده بیشتر از سموم دفع آفات و کودها را ضروری می‌کند. چندکشتی، که در آن چندین محصول به‌طور متوالی در یک سال رشد می‌کنند و کشت درهم، که در آن چندین محصول به‌طور هم‌زمان کشت می‌شوند، از دیگر انواع سیستم‌های کشت سالانه است که به عنوان چندکشتی شناخته می‌شوند.

### سیستم‌های تولید دام

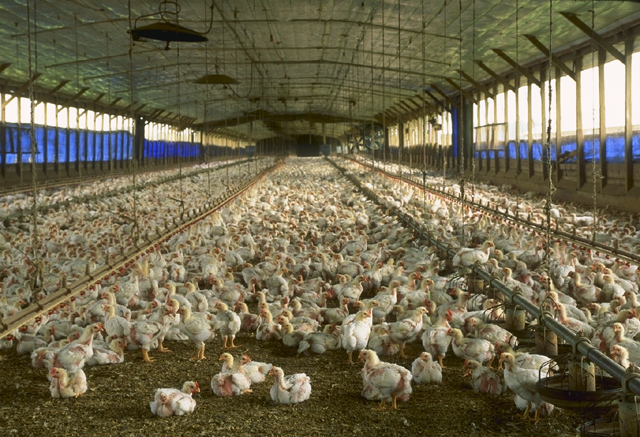
پرورش صنعتی مرغ در یک مرغداری.

دامداری شامل پرورش حیوانات جهت تولید گوشت، شیر، تخم مرغ، و پشم یا استفاده از نیروی آنها برای انجام کارها و جابجایی می‌شود. حیوانات کاری از جمله اسب، قاطر، گاو، گاومیش، شتر، لاما، خر و سگ، قرن هاست که جهت کمک به کشت مزارع، برداشت محصول، جدال با سایر حیوانات و حمل محصولات کشاورزی مورد استفاده قرار می‌گیرند.
در طول نیمه دوم قرن ۲۰، تولیدکنندگان با استفاده از اصلاح نژادی به ایجاد نژادهای دامی و نژادهای دورگه که تولید را افزایش می‌دهند متمرکز شدند، در حالی که عمدتاً نیاز به حفظ تنوع ژنتیکی را نادیده می‌گیرند. این روند منجر به کاهش قابل توجه تنوع ژنتیکی و منابع در میان نژادهای دامی شده است، که منجر به کاهش نژادهای مقاوم در برابر بیماری و سازگار محلی که قبلاً در میان نژادهای سنتی قابل مشاهده بود، شده است.
سیستم‌های بدون زمین به خوراک خارج از مزرعه متکی هستند، که نشان دهنده عدم ارتباط محصولات زراعی و دامی است که در کشورهای عضو سازمان همکاری و توسعه اقتصادی یافت می‌شود. برای تولید محصولات کشاورزی بیشتر به کودهای مصنوعی اعتماد می‌شود و استفاده از کود به عنوان یک چالش و همچنین منبع آلودگی تبدیل شده است.

### روش‌های تولید

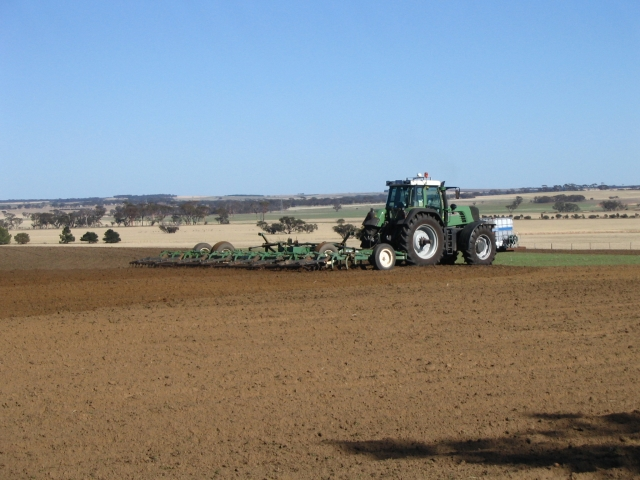
خاک‌ورزی یک زمین قابل کشت.

خاک ورزی به معنای شکست و زیر و رو کردن خاک با ابزارهایی مانند گاوآهن یا کلوخ‌شکن جهت آماده‌سازی آن برای کاشت، ترکیب مواد مغذی یا کنترل آفات است. شدت خاک ورزی می‌تواند از حدود متعارف تا بدون خاک ورزی (حفاری مستقیم) متغیر باشد. خاکورزی می‌تواند با گرم کردن خاک، ترکیب کود و کنترل علف‌های هرز، بهره‌وری را افزایش دهد، اما خاک را مستعد فرسایش می‌کند، باعث تجزیه مواد آلی آزاد کننده CO2 می‌شود و فراوانی و تنوع ارگانیسم‌های خاکی را کاهش می‌دهد.
کنترل آفات شامل مدیریت علف‌های هرز، حشرات، کنه‌ها و بیماری‌ها است. برای اینکار از روش‌های شیمیایی (سموم دفع آفات)، بیولوژیکی (کنترل بیولوژیک)، مکانیکی (خاکورزی) و فرهنگی استفاده می‌شود. روش‌های فرهنگی عبارتند از: تناوب زراعی، کاشت گیاهان پوشش دهنده، کشت مخلوط، کمپوست سازی، اجتناب و مقاومت می‌باشد. مدیریت تلفیقی آفات سعی دارد تا از همه این روش‌ها برای پایین نگه داشتن جمعیت آفات کمک بگیرد به گونه ای که ضرر اقتصادی قابل قبول بوده، و آفت کشها را به عنوان آخرین چاره توصیه می‌کند.
مدیریت موادمغذی هم شامل منابع مورد استفاده به عنوان مواد مغذی و هم شامل روش‌های استفاده از آنها می‌شود. مواد مغذی مورد نیاز محصولات کشاورزی می‌توانند کودهای شیمیایی، کودهای حیوانی، کودهای برگی، کمپوست و مواد معدنی باشند. مواد مغذی گیاهان زراعی همچنین می‌تواند با استفاده از تکنیک‌های فرهنگی مانند تناوب زراعی یا یک دوره آیش مدیریت شود. برای افزودن کود حیوانی به زمین می‌توان یا حیوانات و دام‌ها را در زمینی که قرار است در آن محصول کشت شود، نگهداری کرد یا به صورت مصنوعی به صورت تر یا خشک آن را در خاک پخش کرد.

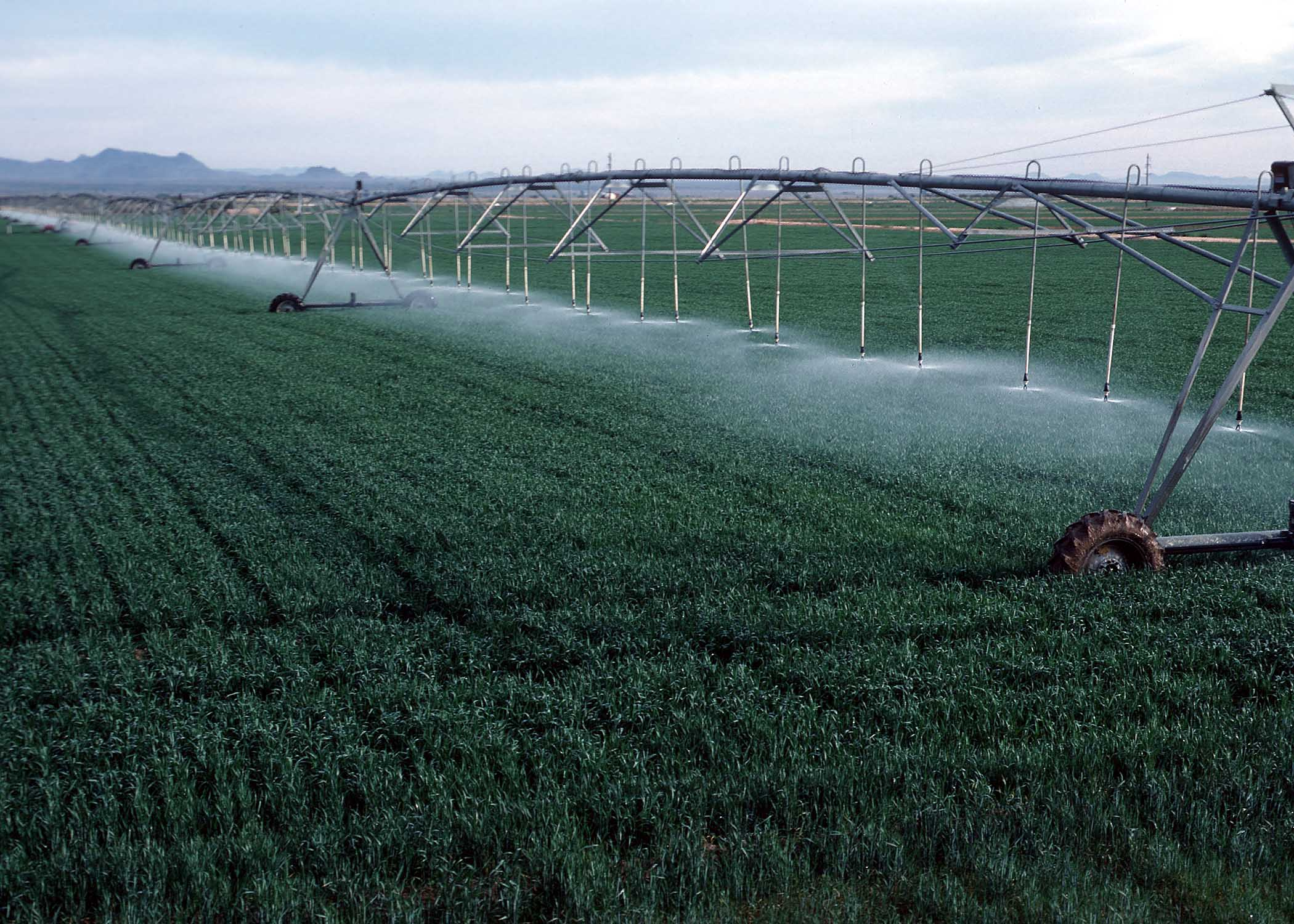
آبیاری به روش چرخشی

مدیریت آب در مواردی که بارندگی ناکافی یا متغیر باشد، مورد نیاز است، که تا حدی در بیشتر مناطق جهان رخ می‌دهد. برخی از کشاورزان از آبیاری برای تکمیل بارندگی استفاده می‌کنند. در برخی مناطق مانند دشت بزرگ در ایالات متحده و کانادا، کشاورزان از یک سال آیش (زمین شخم شده و نکاشته) برای حفظ رطوبت خاک استفاده می‌کنند تا از آن برای پرورش محصول در سال بعد استفاده کنند. ۷۰٪ مصرف آب شیرین در جهان مربوط به کشاورزی است.

## فناوری و علم در کشاورزی
بین سال‌های ۱۹۶۰ و ۲۰۰۰، بازده محصولات اصلی در کشورهای با درآمد کم و متوسط مانند مکزیک و هند به‌طور قابل توجهی افزایش یافت. دلیل این امر عمدتاً پیشرفت‌های علمی و توسعه منابع جدید انرژی بود. در اواخر دهه ۱۹۵۰، اکثر کشاورزان در کشورهای با درآمد بالا از بنزین و برق برای تأمین انرژی ماشین آلات استفاده می‌کردند. تراکتورها جایگزین حیوانات بارکش و ماشین آلات بخار شده بودند.
در حال حاضر، تقریباً همه کشاورزان، به ویژه در کشورهای با درآمد بالا، برای کنترل آفات به مواد شیمیایی متکی هستند. با استفاده از مواد شیمیایی، تلفات و قیمت محصولات به‌طور چشمگیری کاهش یافته است.
برای هزاران سال، کشاورزان برای تکمیل یا افزایش مواد مغذی موجود در خاک به کودهای طبیعی متکی بودند. برخی از کشاورزان، به ویژه آنهایی که محصولات ارگانیک می‌کارند، هنوز از کودهای طبیعی استفاده می‌کنند. در اوایل دهه ۱۸۰۰، دانشمندان کشف کردند که کدام عناصر برای رشد گیاهان ضروری هستند: نیتروژن، فسفر و پتاسیم. در حال حاضر، بسیاری از کشاورزان از کودهای شیمیایی حاوی نیترات و فسفات استفاده می‌کنند، زیرا این کودها بازده محصول را بسیار افزایش می‌دهند.

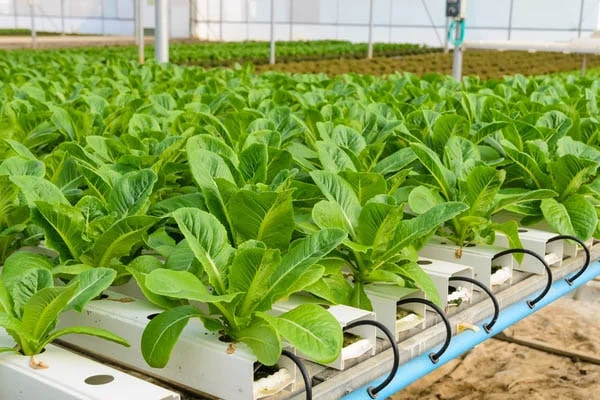
هیدروپونیک یا آب‌کشت روش رشد گیاهان با استفاده از محلول مغذی مبتنی بر آب به جای خاک است و می‌تواند شامل یک بستر دانه‌ای یا محیط‌های رشد مانند ورمیکولیت، الیاف نارگیل یا پرلیت باشد.

کشاورزی امروزه شامل انواعی از کشت مانند هیدروپونیک و آبزی پروری است. هر دو شامل کشاورزی در آب است. هیدروپونیک علم رشد گیاهان در محلول‌های غذایی است. تنها یک جریب محلول غذایی می‌تواند بیش از ۵۰ برابر مقدار کاهویی که در همان مقدار خاک رشد می‌کند، تولید کند. آبزی پروری که عمدتاً پرورش ماهی و صدف ماهی است، از هزاران سال پیش در چین، هند و مصر انجام می‌شد. امروزه در دریاچه‌ها، برکه‌ها، اقیانوس‌ها و دیگر آب‌های سراسر جهان انجام می‌شود. برخی از اشکال آبزی پروری، مانند پرورش میگو، به صنایع مهمی در بسیاری از کشورهای آسیایی و آمریکای لاتین تبدیل شده است. صید ترال از کف بر اکوسیستم‌های اقیانوسی تأثیر گذاشته است. در صید ترال از کف، تورهای عظیمی به قایق‌های ماهیگیری بسته می‌شوند و در ته اقیانوس کشیده می‌شوند. تورها لوزی ماهی و ماهی مرکب را صید می‌کنند، اما رسوبات را نیز در کف اقیانوس به هم می‌ریزند.

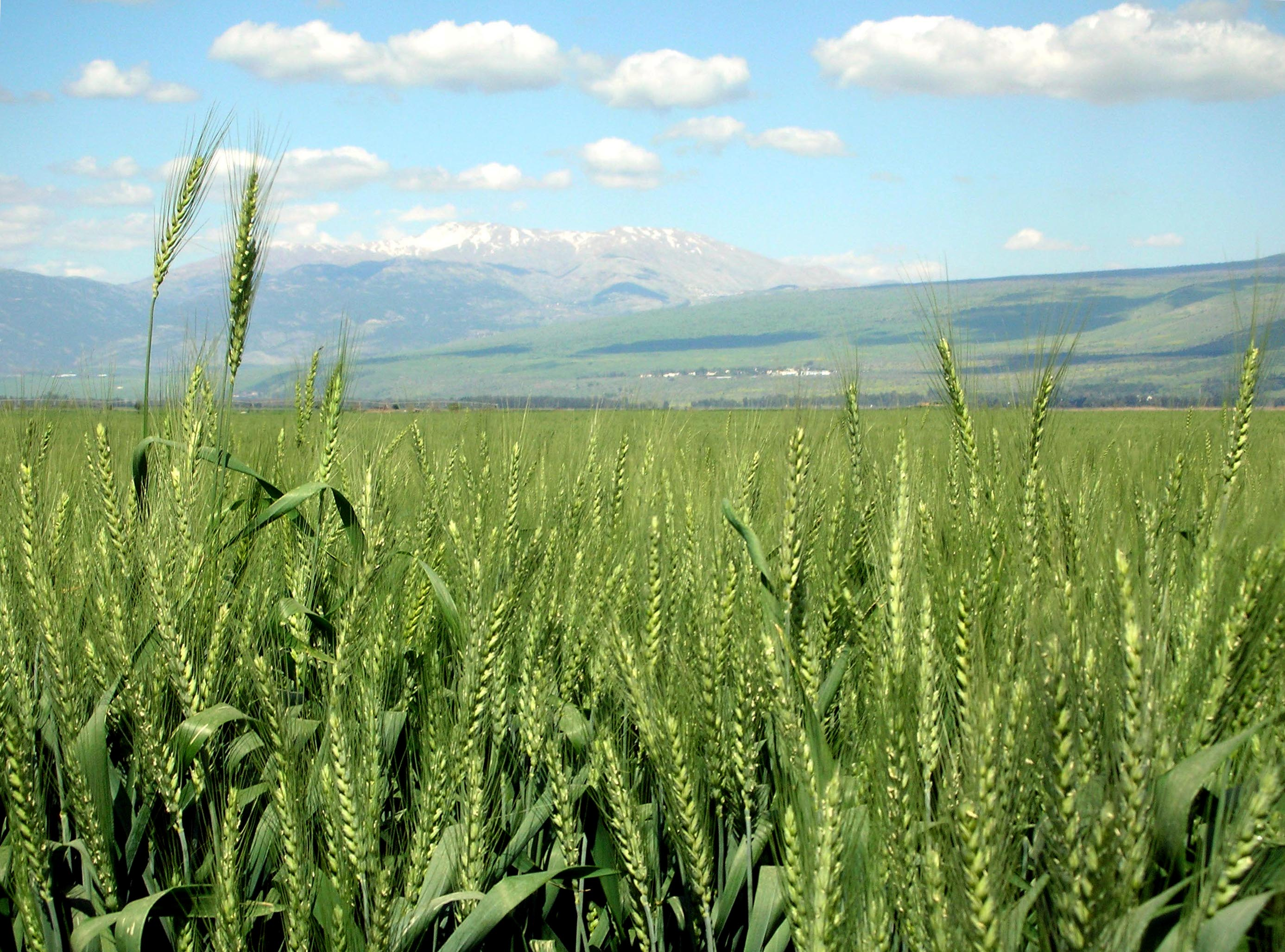
ساخت سویه‌های جدید گندم و غلات دیگر در شکل‌گیری انقلاب سبز تأثیر به سزایی داشتند. بنیاد فورد و بنیاد راکفلر به شدت در توسعه اولیه آن در مکزیک مشارکت داشتند. یکی از رهبران کلیدی انقلاب سبز، دانشمند کشاورزی نورمن بورلاگ بود که از آن به عنوان «پدر انقلاب سبز» یاد می‌شود که در سال ۱۹۷۰ جایزه صلح نوبل را نیز دریافت کرد.

برای قرن‌ها، مردم انواع جدیدی از گیاهان و حیوانات را از طریق تجربی پرورش داده‌اند. در طول دهه ۱۹۵۰ و ۱۹۶۰، دانشمندان گونه‌های جدیدی از گندم و برنج پرمحصول ساختند. آنها آن را به مکزیک و بخش‌هایی از آسیا معرفی کردند. در نتیجه تولید غلات در این مناطق افزایش یافت. این آزمایش جسورانه در کشاورزی را «انقلاب سبز» نامیده‌اند. با موفقیت‌های انقلاب سبز مشکلاتی به وجود آمد. برای تولید محصول بالا، سویه‌های جدید به کودهای شیمیایی، آفت‌کش‌ها و آبیاری نیاز داشتند. در بسیاری از کشورهای با درآمد کم و متوسط، کشاورزان مستقل توانایی پرداخت هزینه‌های فناوری جدید را ندارند و شرکت‌های بزرگ، کشاورزی را در سلطه خود گرفته‌اند. محصولات جدید و با تولید بالا همچنین بر گیاهان و حیوانات بومی فشار وارد می‌کند.
با شروع دهه ۱۹۷۰، دانشمندان دریافتند که می‌توانند ژن‌ها را مجدداً تنظیم کنند و ژن‌های جدیدی را برای ارتقاء مقاومت در برابر بیماری‌ها و تنش‌ها، افزایش محصول، بهره‌وری و سایر ویژگی‌های مورد نظر در محصولات گیاهی و دام اضافه کنند. این موجودات اصلاح شده ژنتیکی در حال حاضر در کشورهای توسعه‌یافته رایج هستند. بیوتکنولوژی به دانشمندان اجازه می‌دهد تا DNA میکروب‌ها، گیاهان و جانوران را تغییر دهند. جانداران دستکاری‌شده ژنتیکی که دارای مواد ژنتیکی یا DNA از سویه‌های دیگر هستند، موجودات تراریخته نامیده می‌شوند. برای مثال، یک ژن از یک گیاه بومی قطب شمال می‌تواند به DNA گیاه توت‌فرنگی اضافه شود تا مقاومت توت فرنگی در برابر سرما افزایش یابد و در نتیجه فصل رشد آن طولانی شود. این توت فرنگی جدید یک گیاه تراریخته خواهد بود. یا انتقال یک ژن خاص به گیاه، که تولیدکننده پروتئینی سمی برای آفت است، باعث می‌شود با تغذیه آفت از گیاه جمعیت آفت کاهش یابد و بنابراین آفت موردنظر تمایلی به تغذیه از این گیاه تراریخته ندارد و کاهش محصول و خسارت آفت اتفاق نمی‌افتد.
بیوتکنولوژی پیشرفت‌هایی را در دامپروری به ارمغان آورده است. حیوانات مزرعه امروزی، بزرگتر بوده و سریع‌تر از حیوانات پیشین رشد می‌کنند. به عنوان مثال، گاو، از جمله حیوانات چراکننده است. سیستم گوارشی آن برای پردازش علف‌ها تکامل یافته است. ذرت و غلات دیگر سبب اسیدی شدن دستگاه گوارش گاو می‌شود. این امر رشد باکتری‌های خطرناک (مانند ای کولای) را آسان‌تر می‌کند. عفونت‌های باکتریایی می‌توانند برای گاو مضر باشند و همچنین می‌توانند شیر و گوشت مصرف شده توسط مردم را آلوده کنند. آنتی‌بیوتیک‌ها برای جلوگیری از چنین عفونتی در DNA ذرت خوراکی قرار می‌گیرند. از دهه ۱۹۵۰ از آنتی‌بیوتیک‌ها برای تحریک رشد گاو استفاده شده است. با گذشت زمان، این عمل منجر به ایجاد باکتری‌های مقاوم به آنتی‌بیوتیک در گاو و مردم شده است. به بسیاری از گاوها نیز استروئیدهای آنابولیک یا هورمون‌های رشد داده می‌شود تا رشد آنها بیشتر و سریع‌تر شود.
کشاورزان صنعتی ایالات متحده ممکن است فقط هزار جریب ذرت بکارند. کاشت تنها یک محصول در زمین‌های بزرگ به عنوان تک‌کشت شناخته می‌شود. برای برداشت محصول، کشاورزان از یک دروگر مکانیکی استفاده می‌کنند که خوشه‌های ذرت را می‌چیند و در سطل می‌ریزند.
مزارع نوین و عملیات کشاورزی بسیار متفاوت از چند دهه پیش است. دلیل اصلی آن پیشرفت در فناوری، از جمله حسگرها، دستگاه‌ها، ماشین‌ها و فناوری اطلاعات است. کشاورزی امروزی به‌طور معمول از فناوری‌های پیچیده‌ای مانند ربات‌ها، حسگرهای دما و رطوبت، تصاویر هوایی و فناوری GPS استفاده می‌کند. امروزه کشاورزان دیگر مجبور نیستند آب، کود و سموم دفع آفات را به‌طور یکنواخت در کل مزرعه استفاده کنند. در عوض، آنها می‌توانند از حداقل مقادیر مورد نیاز استفاده کنند و مناطق بسیار خاصی را هدف قرار دهند، یا حتی با گیاهان جداگانه، رفتار متفاوتی داشته باشند. فناوری‌های رباتیک، امکان پایش و مدیریت قابل اعتمادتر منابع طبیعی مانند هوا و آب را فراهم می‌سازد. همچنین به تولیدکنندگان کنترل بیشتری بر تولید، فرآوری، توزیع و ذخیره‌سازی گیاهی و حیوانی می‌دهد.

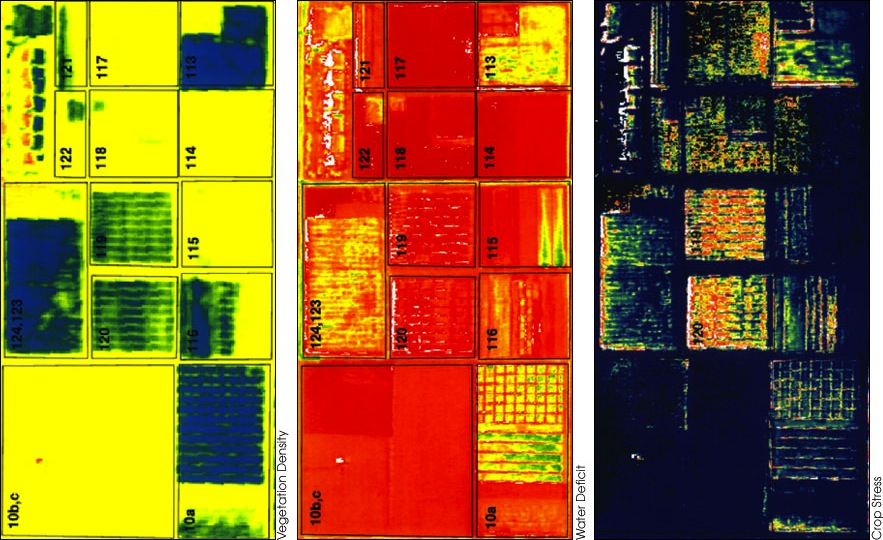
تصاویر با رنگ کاذب کاربردهای سنجش از دور را در کشاورزی دقیق نشان می‌دهند.

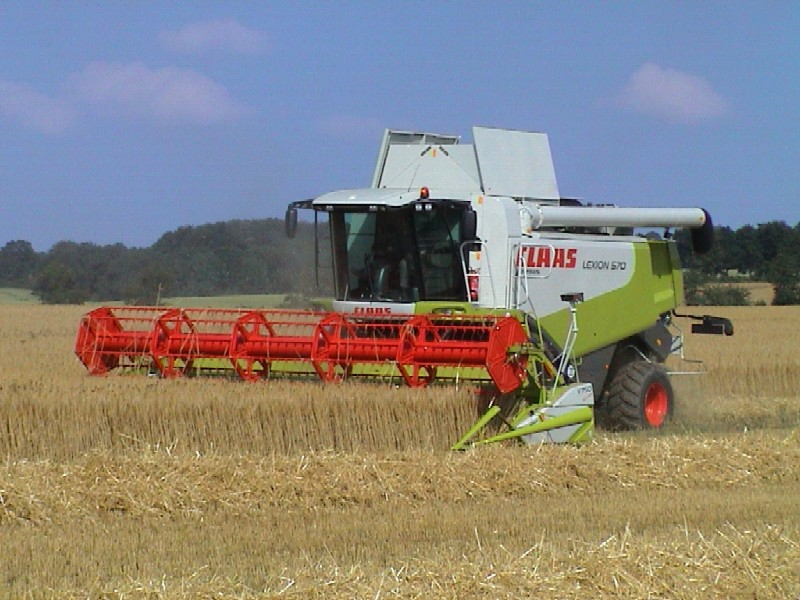
امروزه کمباین‌ها قابلیت حرکت بدون راننده و هم چنین تشخیص ارتفاع محصول را دارند.

کشاورزی دقیق رویکردی مبتنی بر فناوری برای مدیریت کشاورزی است که نیازهای مزارع و محصولات را مشاهده، اندازه‌گیری و تجزیه و تحلیل می‌کند. هدف کشاورزی دقیق افزایش کارایی و بهره‌وری، کاهش هزینه‌های ورودی و بهبود پایداری زیست‌محیطی است. اختراع و پذیرش کشاورزی دقیق به گرایش‌های زیر وابسته بوده است: کلان‌داده و قابلیت‌های تحلیلی پیشرفته آن، رباتیک، تصاویر هوایی، حسگرها و پیش‌بینی پیشرفته آب و هوای محلی. کشاورزی دقیق، فناوری‌های جدید ناشی از عصر اطلاعات را با صنعت کشاورزی بالغ ادغام می‌کند. کشاورزی دقیق یک سیستم مدیریت یکپارچه محصول است که تلاش می‌کند نوع و مقدار نهاده‌ها را با نیازهای واقعی محصول برای مناطق کوچک در یک مزرعه مطابقت دهد. وجه تمایز کشاورزی دقیق و کشاورزی سنتی سطح مدیریت آنهاست. کشاورزی دقیق یک رویکرد سیستمی برای کشاورزی است.

## اثرات زیست‌محیطی

### اثرات و هزینه‌ها

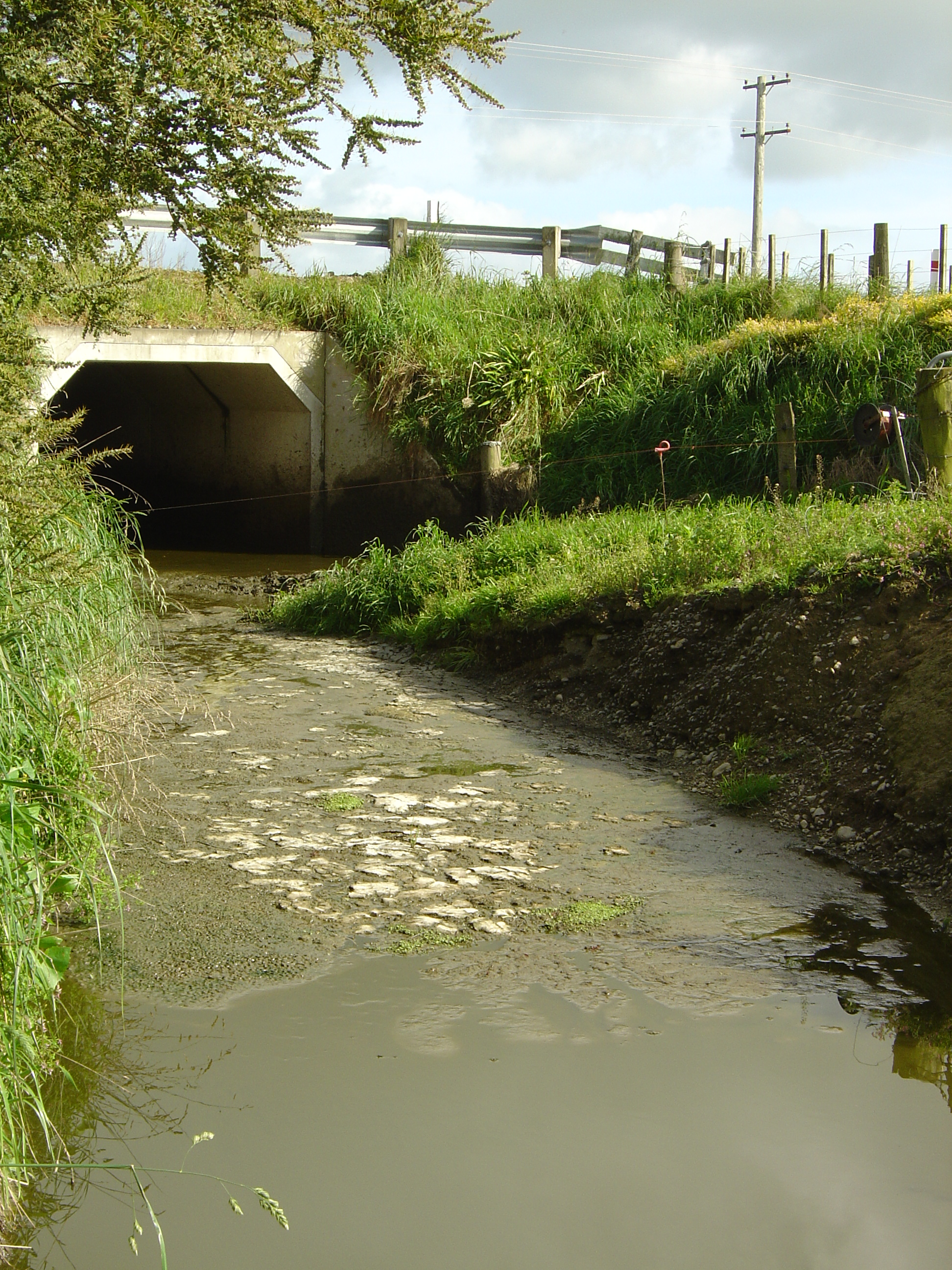
آلودگی آب در یک جوی آب روستایی به دلیل رواناب حاصل از فعالیت‌های کشاورزی در نیوزیلند

کشاورزی از طریق تأثیراتی مانند آسیب آفت کش‌ها به طبیعت (به ویژه علف کش‌ها و حشره کش‌ها)، رواناب کودهای شیمیایی، استفاده زیاد از آب و از بین رفتن محیط طبیعی، هزینه‌های خارجی متعددی را به جامعه تحمیل می‌کند. ارزیابی سال ۲۰۰۰ کشاورزی در انگلیس، کل هزینه‌های خارجی را برای سال ۱۹۹۶، ۲۳۴۳ میلیون پوند یا ۲۰۸ پوند برای هر هکتار تعیین کرد. آنالیزی که در سال ۲۰۰۵ بر روی این هزینه‌ها در آمریکا انجام شد نتیجه گرفت که زمین‌های زراعی تقریباً ۵ تا ۱۶ میلیارد دلار (۳۰ تا ۹۶ دلار در هر هکتار) هزینه تحمیل می‌کند، در حالی که تولید دام ۷۱۴ میلیون دلار هزینه تحمیل می‌کند. هر دو مطالعه که فقط بر تأثیرات مالی متمرکز بودند، به این نتیجه رسیدند که برای داخلی سازی هزینه‌های خارجی باید کارهای بیشتری انجام شود. هیچ‌یک از این دو تحقیق، یارانه را در تحلیل خود لحاظ نکردند، اما آنها اشاره کردند که یارانه‌ها نیز بر هزینه‌های کشاورزی برای جامعه تأثیر می‌گذارد.
در سال ۲۰۱۰، هیئت بین‌المللی منابعِ برنامه محیط زیست سازمان ملل اثرات زیست‌محیطی مصرف و تولید را ارزیابی کرد. این تحقیق نشان داد که کشاورزی و مصرف غذا از مهم‌ترین عوامل ایجاد کننده تنش‌های محیطی به ویژه تغییر زیستگاه، تغییرات آب و هوا، مصرف آب و انتشار گازهای سمی هستند. کشاورزی منبع اصلی سموم آزادشده در محیط از جمله حشره‌کش‌ها، به ویژه مواد مورد استفاده در کشت پنبه است.

### مشکلات مربوط به دام‌ها
یک مقام ارشد سازمان ملل، هنینگ اشتاین‌فلد، اظهار داشت که «دام یکی از مهم‌ترین عوامل مؤثر در ایجاد جدی‌ترین مشکلات زیست‌محیطی امروز است». تولید دام ۷۰٪ از کل زمین‌های مورد استفاده برای کشاورزی یا ۳۰٪ از سطح خاک کره زمین را اشغال کرده است. دامپروری یکی از بزرگ‌ترین منابع تولید گازهای گلخانه‌ای است که عامل ۱۸٪ از انتشار گازهای گلخانه‌ای در جهان است که با CO2 معادل اندازه‌گیری می‌شود. برای مقایسه، مجموع گاز کربن دی‌اکسید منتشر شده از تمام سیستم‌های حمل و نقلی ۱۳٫۵٪ است. کشاورزی عامل تولید ۶۵٪ نیتروز اکسید مربوط به انسان (که پتانسیل گرمایش جهانی آن ۲۹۶ برابر CO2 است) و ۳۷٪ کل متان تولید شده توسط انسان (که پتانسیل گرمایش جهانی آن ۲۳ برابر CO2 است) می‌باشد و همچنین عامل ۶۴٪ انتشار آمونیاک است. از گسترش دام به‌عنوان یک عامل اصلی در زمینه جنگل زدایی نام برده می‌شود. در حوضه آمازون ۷۰٪ از مناطق جنگلی قبلی در حال حاضر توسط مراتع اشغال شده و بقیه برای تأمین مواد غذایی استفاده می‌شود. دام همچنین از طریق جنگل زدایی و تخریب زمین، باعث کاهش تنوع زیستی می‌شود. به‌علاوه، برنامه محیط زیست سازمان ملل متحد اظهار داشت که «طبق روش‌های فعلی و الگوهای مصرف پیش‌بینی می‌شود تا سال ۲۰۳۰ میزان انتشار گاز متان از دام‌های جهانی ۶۰٪ افزایش یابد.»

### مسائل مربوط به آب و زمین

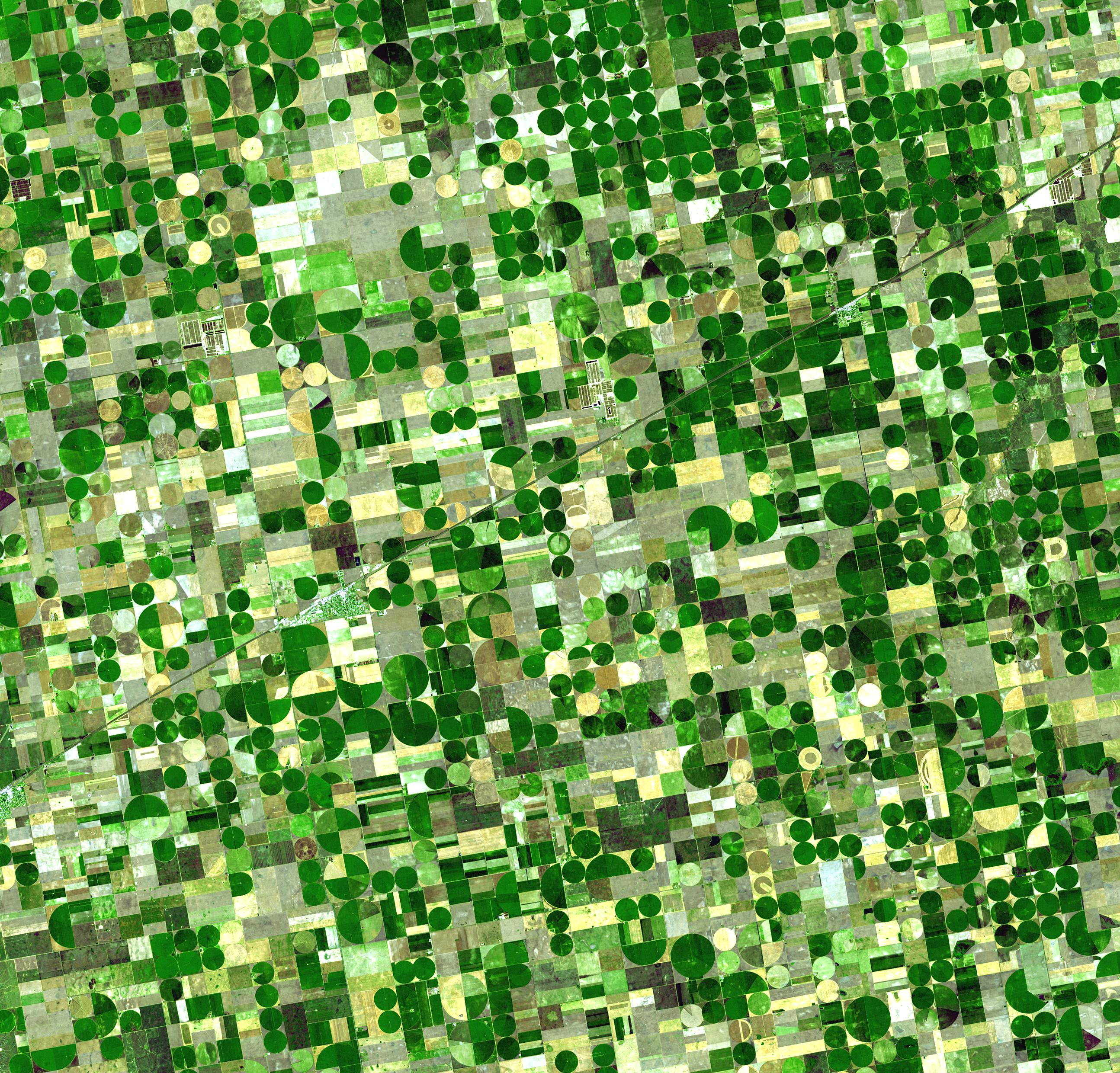
مزارع زراعی آبیاری دایره ای در کانزاس. محصولات سالم و در حال رشد ذرت و سورگوم سبز است (سورگوم ممکن است کمی پررنگ تر باشد). گندم به رنگ طلایی درخشان است. مزارع قهوه ای اخیراً برداشت و شخم زده شده یا برای یک سال در آیش قرار داشته‌اند.

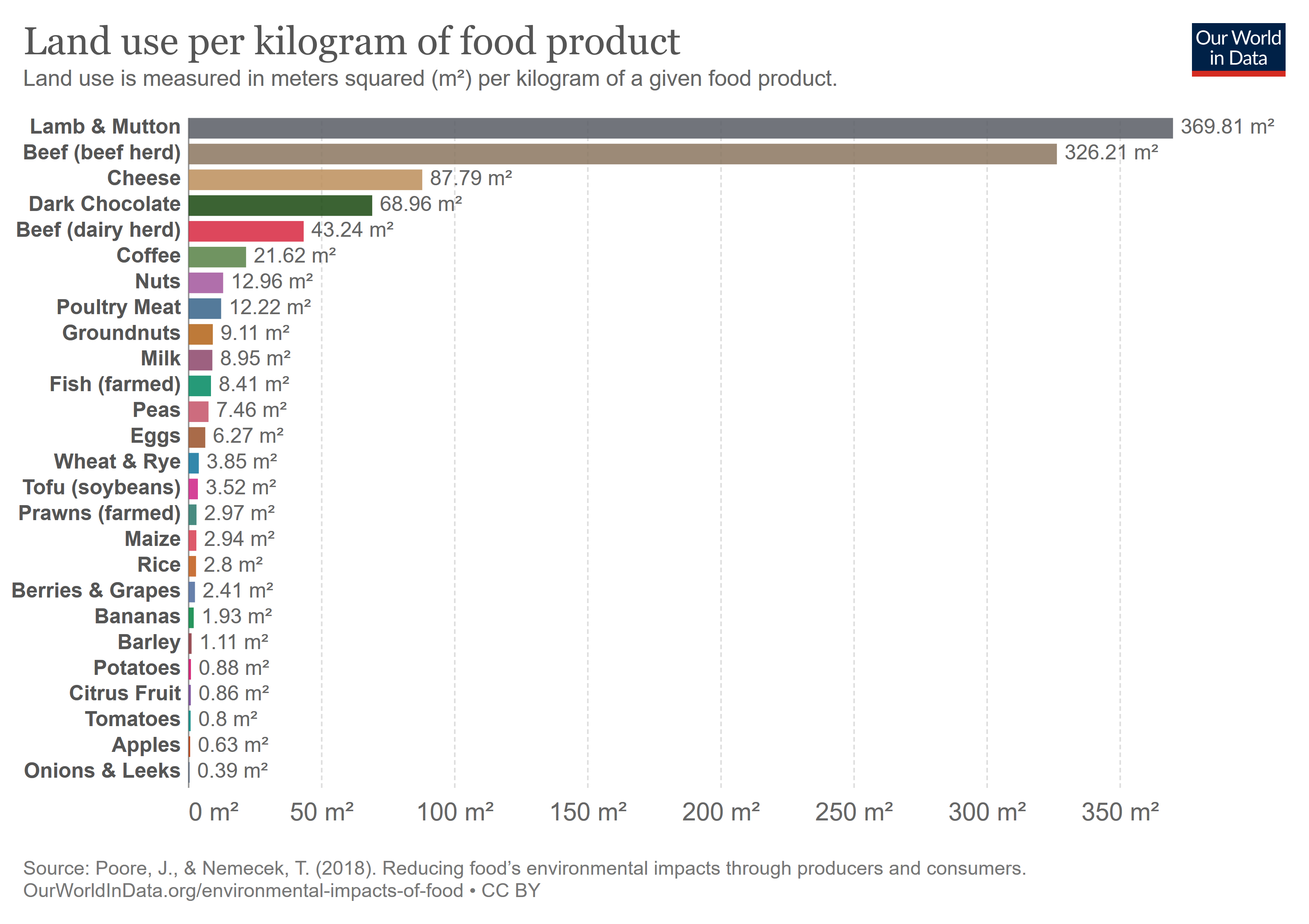
میزان استفاده از زمین به ازای هر کیلوگرم محصول کشاورزی تولیدی. طبق این داده‌ها برای تولید یک کیلوگرم گوشت بره و گوسفند به زمینی به مساحت ۳۶۹٫۸۱ مترمربع، هر کیلوگرم گندم و چاودار به ۳٫۸۵ مترمربع، برنج به ۲٫۸ مترمربع، جو به ۱٫۱۱ مترمربع، گوجه فرنگی به ۰٫۸ مترمربع و سیب به ۰٫۶۳ مترمربع زمین نیاز دارد.

استحاله زمین، یعنی استفاده از زمین برای تولید کالاها و خدمات، مهم‌ترین روشی است که انسان می‌تواند اکوسیستم‌های زمین را تغییر دهد و نیروی محرکه در از بین رفتن تنوع زیستی محسوب می‌شود. مقدار کل زمین‌های تغییر داده شده توسط انسان از ۳۹ تا ۵۰٪ برآورد می‌شود. تخمین زده می‌شود که در ۲۴٪ از زمین‌ها در سراسر جهان تخریب زمین و کاهش طولانی مدت عملکرد اکوسیستم و بهره‌وری اتفاق بیفتد، و زمین‌های زراعی بیش از حد گسترش یابند. گزارش UN-FAO از مدیریت زمین به عنوان عامل محرک تخریب یاد می‌کند و گزارش می‌دهد که زندگی ۱٫۵ میلیارد نفر، به زمین تخریب شده وابسته است. منظور از تخریب می‌تواند جنگل زدایی، بیابان زایی، فرسایش خاک، تخریب مواد معدنی یا تخریب شیمیایی (اسیدی شدن خاک و شوری خاک) باشد.
کشاورزی با تخریب بافرهای طبیعی بین انسان و حیوانات، کاهش تنوع زیستی و ایجاد گروه‌های بزرگی از حیوانات مشابه از نظر ژنتیکی منجر به افزایش بیماری‌های مشترک انسان و حیوان مانند بیماری کروناویروس ۲۰۱۹ می‌شود.

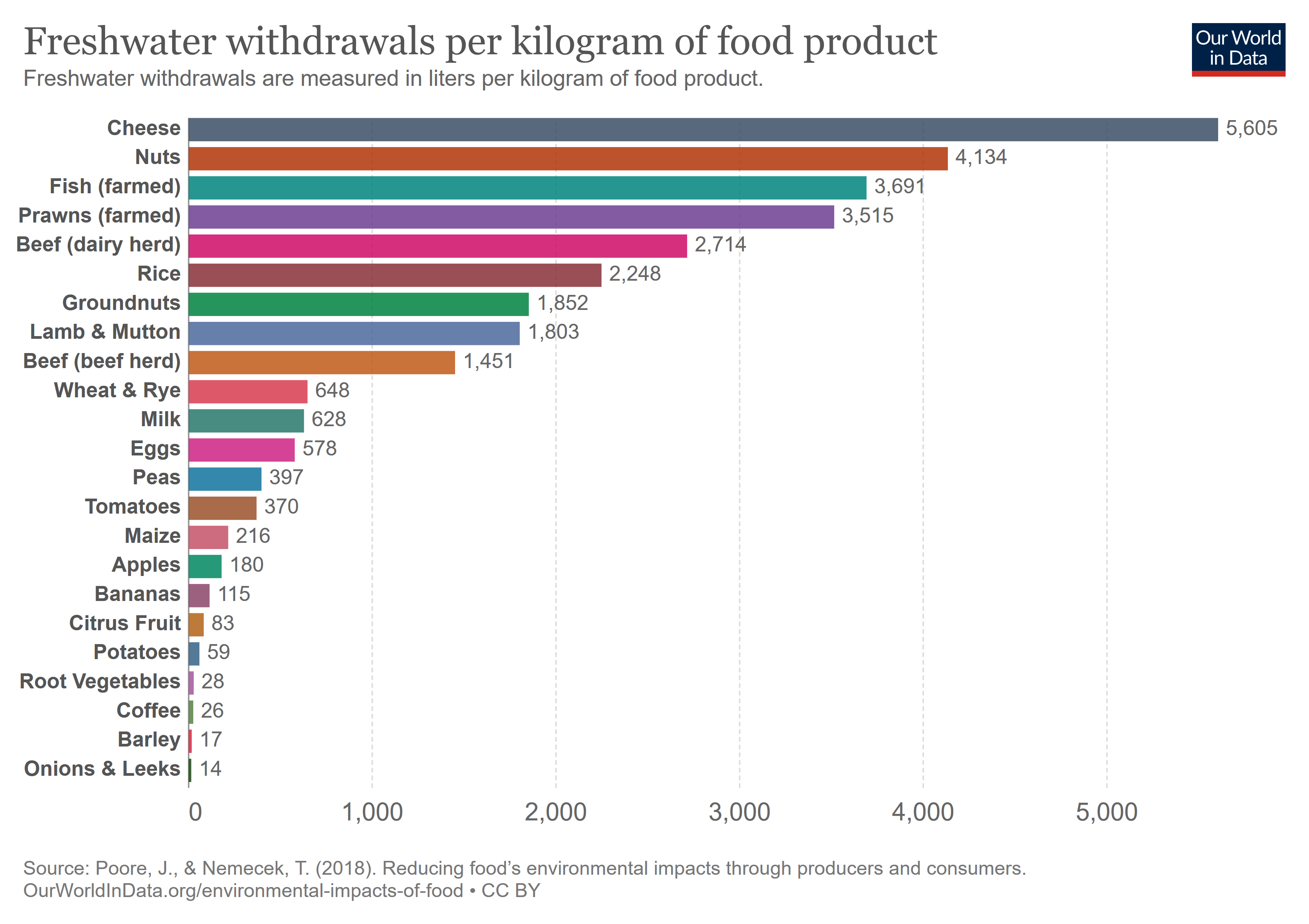
میزان برداشت آب شیرین به ازای هر کیلوگرم محصول کشاورزی تولیدی. طبق این داده‌ها تولید هر کیلوگرم برنج به ۲۲۴۸ لیتر، هر کیلوگرم گندم به ۶۴۸ لیتر، هر کیلوگرم ذرت به ۲۱۶ لیتر، و هر کیلوگرم سیب‌زمینی به ۵۹ لیتر آب تازه نیاز دارد.

اوتروفیکاسیون، یعنی وجود مواد مغذی بیش از حد در اکوسیستم‌های آبی که منجر به شکوفایی جلبک و کمبود اکسیژن می‌شود، منجر به از بین رفتن ماهی‌ها و تنوع زیستی می‌شود و آب را برای نوشیدن و سایر مصارف صنعتی نامناسب می‌کند. کوددهی بیش از حد به گیاهان زراعی و همچنین پرورش دام با تراکم بالا باعث ایجاد رواناب حاوی مواد مغذی (عمدتاً ازت و فسفر) و شستشوی آن از زمین‌های کشاورزی می‌شود. این مواد مغذی مهم‌ترین آلاینده‌های غیرنقطه ای هستند که باعث ایجاد فرسایش در اکوسیستم‌های آبی و آلودگی آب‌های زیرزمینی شده و تأثیرات مضری بر روی جمعیت انسانی دارند. کودها همچنین با افزایش رقابت برای نور، تنوع زیستی زمینی را کاهش می‌دهند و از گونه‌هایی که قادر به استفاده از مواد مغذی اضافه شده هستند، حمایت می‌کنند. کشاورزی عمده‌ترین عامل برداشت آب از سفره‌های زیرزمینی است و در حال حاضر با نرخ ناپایداری از این منابع استفاده می‌شود. مدت‌ها است که شناخته شده است که سفره‌های زیرزمینی در مناطق متنوعی مانند شمال چین، شمال رودخانه گنگ و غرب ایالات متحده در حال تخلیه هستند و تحقیقات جدید این مشکلات را به سفره‌های زیرزمینی در ایران، مکزیک و عربستان گسترش می‌دهد. فشارهای فزاینده‌ای بر منابع آبی از جانب صنعت و مناطق شهری وارد می‌شود، به این معنی که کمبود آب در حال افزایش است و کشاورزی با چالش تولید مواد غذایی بیشتر برای جمعیت در حال رشد جهان با کاهش منابع آبی روبرو است. استفاده از آب کشاورزی همچنین می‌تواند باعث مشکلات بزرگ زیست‌محیطی، از جمله تخریب تالاب‌های طبیعی، شیوع بیماری‌های منتقله از آب و تخریب زمین از طریق شوری خاک و باتلاقی شدن، در صورت آبیاری اشتباه، شود.

### آفت کش‌ها

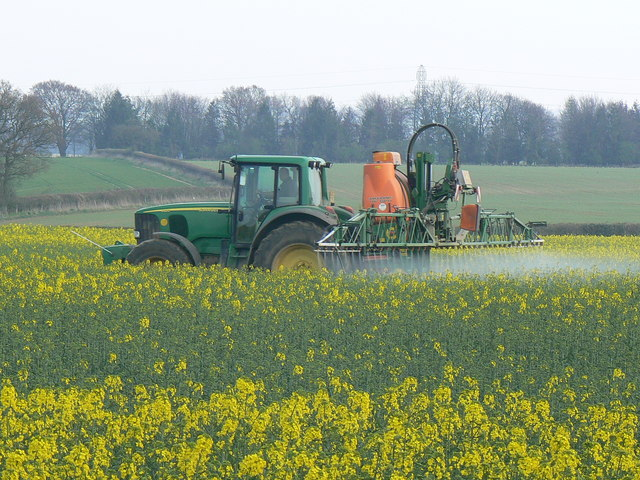
سم‌پاشی محصولات کشاورزی.

استفاده از سموم دفع آفات که از سال ۱۹۵۰ آغاز شد، به ۲٫۵ میلیون تن در سال در جهان افزایش یافته است، با این وجود از بین رفتن محصولات توسط آفت نسبتاً ثابت مانده است. سازمان بهداشت جهانی در سال ۱۹۹۲ تخمین زد که سالانه سه میلیون مسمومیت با سموم دفع آفات رخ می‌دهد که منجر به مرگ ۲۲۰٬۰۰۰ نفر می‌شود. سموم دفع آفات بر اساس مقاومت آفت‌ها در مقابل آفت‌کش‌ها انتخاب می‌شوند و این امر منجر به ایجاد شرایطی تحت عنوان «چرخه آفت‌کش» می‌شود که در آن به دلیل مقاوم شدن آفت‌ها به آفت‌کش‌ها تولید سموم جدید ضروری است.
عده ای اما اعتقاد دارند «راه نجات محیط زیست» و جلوگیری از قحطی، استفاده از آفت کش‌ها و کشاورزی متمرکز یا صنعتی برای بازدهی محصول بالا است. نمونه این دیدگاه در صفحه اول وبسایت مرکز مسائل جهانی غذا با جمله «کشت بیشتر به ازای هر هکتار، زمین بیشتری را برای طبیعت باقی می‌گذارد» قابل مشاهده است. با این حال ، منتقدان استدلال می‌کنند که مصالحه بین محیط زیست و نیاز به غذا اجتناب ناپذیر نیست ، [۱۷۲] و آفت‌کش‌ها به سادگی جایگزین روش‌های زراعی خوب مانند تناوب محصول می‌شوند. روش کنترل آفات کشاورزی کششی-هل‌دادنی یا Push-pull شامل کشت مخلوط، استفاده از رایحه‌های گیاهی برای دفع آفات از محصولات (هل دادن) و فریب آنها به مکانی است که می‌توان از آنجا دفع کرد (کشیدن). بیوتکنولوژی کشاورزی و تولید گیاهان تراریخته که برای تغذیه آفت موردنظر مناسب نیستند یا در صورت خورده شدن توسط آفت موجب نابودی آفت می‌شوند، یکی از راهکارهای کاهش و مدیریت استفاده از آفت کش‌ها و کاهش خطرات زیست‌محیطی استفاده از آن‌هاست.

### تغییرات اقلیم
تغییرات آب و هوا و کشاورزی در مقیاس جهانی با یکدیگر ارتباط دارند. گرم شدن کره زمین از طریق تغییر در درجه حرارت متوسط، شرایط شدید هوا و بارندگی (مانند طوفان و امواج گرما)؛ تغییرات در آفات و بیماری‌ها؛ تغییر در درصد دی‌اکسید کربن اتمسفر و غلظت ازون سطح زمین؛ تغییر در کیفیت مواد مغذی برخی غذاها؛ و تغییر در سطح ارتفاع فعلی دریاها؛ بر کشاورزی تأثیر می‌گذارد. تأثیر گرمایش کره‌زمین بر کشاورزی در همین زمان بروز کرده است، و تأثیرات آن در کل کره زمین به صورت نابرابر توزیع شده است. تغییرات آب و هوایی در آینده احتمالاً بر تولید محصولات زراعی در کشورهای گرمسیری تأثیر منفی می‌گذارد، در حالی که تأثیرات در عرض‌های جغرافیایی شمالی ممکن است مثبت یا منفی باشد. گرمایش کره زمین احتمالاً خطر ناامنی غذایی را برای برخی از گروه‌های آسیب‌پذیر مانند فقرا افزایش می‌دهد.

### پایداری

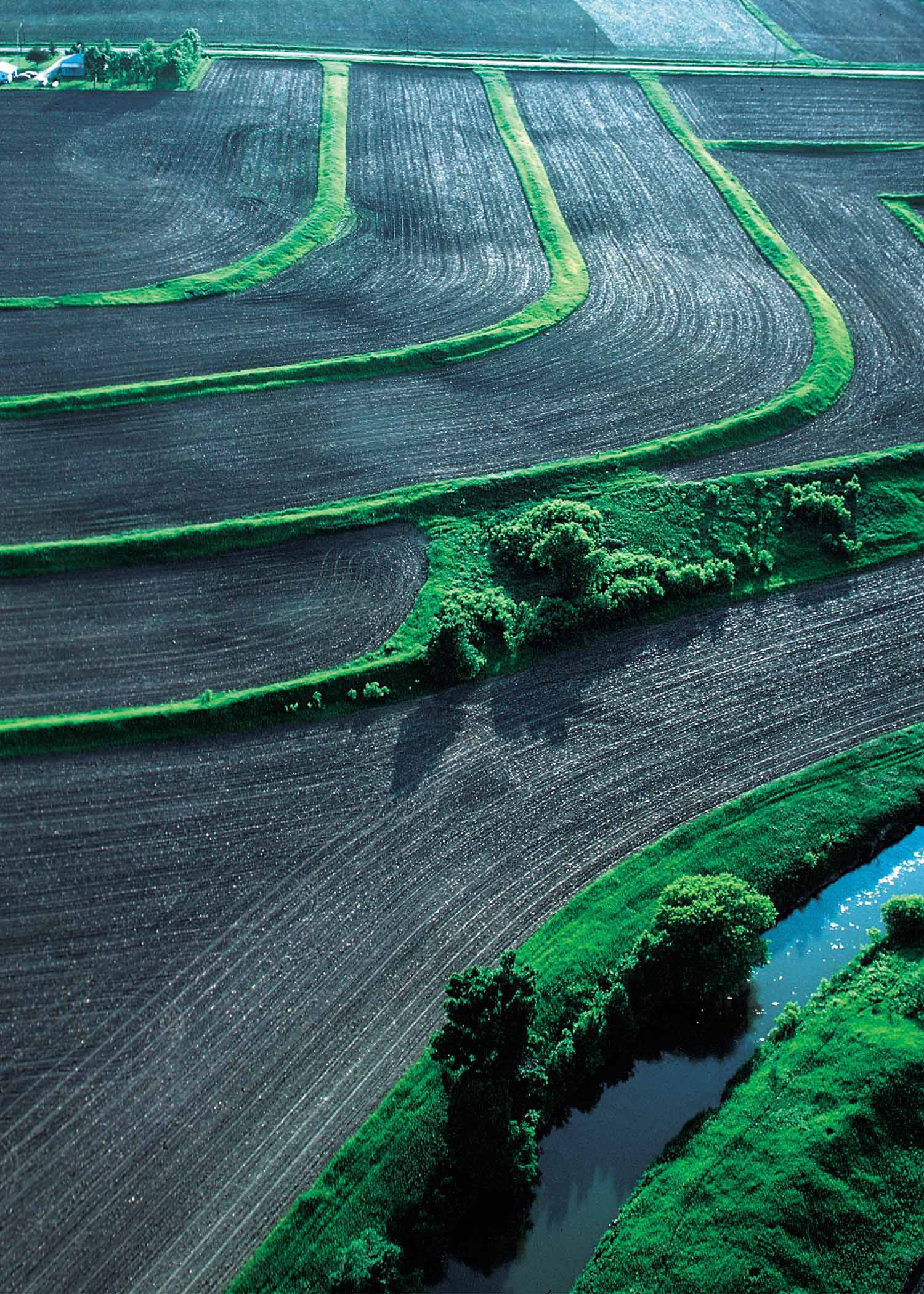
تراس، خاکورزی حفاظتی و بافرهای حفاظتی باعث کاهش فرسایش خاک و آلودگی آب در این مزرعه می‌شود.

روش‌های فعلی کشاورزی منجر به کشش بیش از حد منابع آب، فرسایش زیاد و کاهش حاصلخیزی خاک شده است. آب کافی برای ادامه کشاورزی با استفاده از روش‌های فعلی وجود ندارد؛ بنابراین نحوه استفاده از منابع حیاتی آب، زمین و اکوسیستم برای افزایش عملکرد محصول باید مورد بازنگری قرار گیرد. یک راه حل این است که برای اکوسیستم‌ها ارزش قائل شویم، مبادله‌های زیست‌محیطی و معیشتی را به رسمیت بشناسیم و حقوق بین کاربران و منافع مختلف را متعادل کنیم. بی عدالتی‌هایی که با اتخاذ چنین اقداماتی به وجود می‌آیند، نیاز به بررسی دارند، مانند تخصیص آب از فقرا به ثروتمندان، پاکسازی زمین‌های جنگلی و جدید برای ایجاد زمین کشاورزی با بهره‌وری بیشتر، یا حفظ سیستم تالابی که حقوق صید را محدود می‌کند.
پیشرفت‌های فنی به کشاورزان کمک می‌کند تا ابزار و منابع بیشتری داشته باشند تا کشاورزی را پایدارتر کنند. فناوری اجازه نوآوری‌هایی مانند خاکورزی حفاظتی را فراهم کرده است، که به یک فرایند کشاورزی با جلوگیری از تلف شدن زمین در اثر فرسایش، کاهش آلودگی آب و ترسیب کربن کمک می‌کند. سایر اقدامات بالقوه شامل کشاورزی حفاظتی، دارکشت‌ورزی، چرای بهبودیافته و زغال‌زیستی است. روش‌های فعلی کشاورزی تک محصولی در ایالات متحده مانع از اتخاذ روش‌های پایدار مانند تناوب زراعی دو یا سه باره است که علف یا یونجه را با محصول به صورت سالانه ترکیب می‌کنند، مگر اینکه اهداف انتشار منفی مانند ترسیب کربن خاک به خط مشی تبدیل شود.